# Biografielijst Jo

## Joa
- Joachim I Nestor (1484-1535), keurvorst van Brandenburg (1499-1535)
- Constant Joacim (1908-1979), Belgisch voetballer
- Nick Joaquin (1917-2004), Filipijns schrijver en historicus

## Job

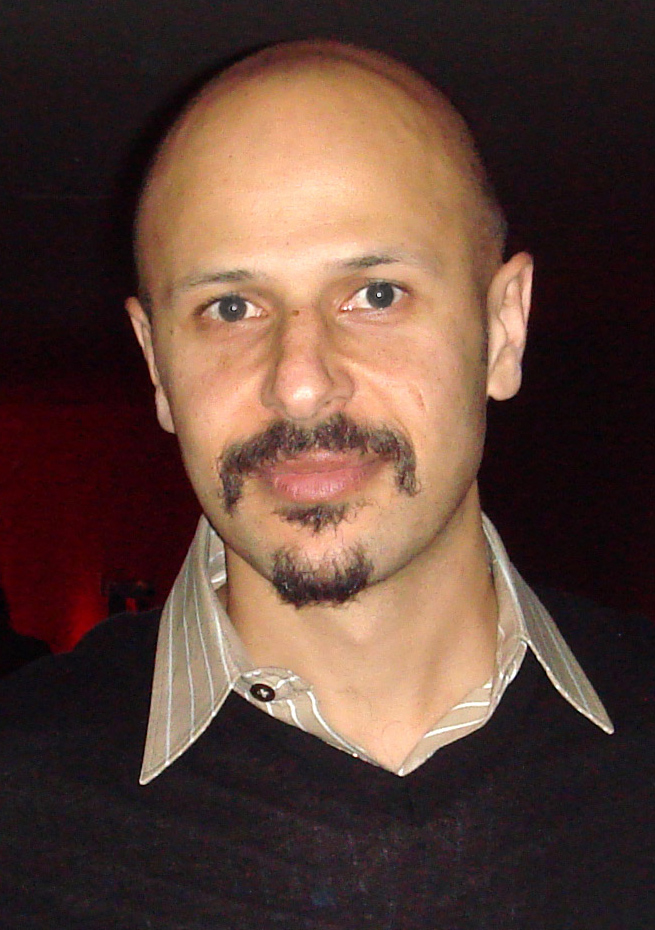
Maz Jobrani (2007)

- Sona Jobarteh (1983), Gambiaans musicus
- Georges Jobé (1961-2012), Belgisch motorcrosser
- Antônio Carlos Jobim (1927-1994), Braziliaans componist
- Maz Jobrani (1972), Iraans/Amerikaans acteur, filmproducent, scenarioschrijver en komiek
- Steve Jobs (1955-2011), Amerikaans computerpionier
- Kate Jobson (1937), Zweeds zwemster

## Joc
- Eugen Jochum (1902-1987), Duits dirigent

## Jod
- Alfred Jodl (1890-1946), Duits militair
- Alejandro Jodorowsky (1929), Chileens filmregisseur

## Joe
- Isaiah Joe (1999), Amerikaans basketballer
- Joeja, Oudegyptisch zakenman
- Adolf Marcus (Dolf) Joekes (1884-1962), Nederlands politicus
- Theo Joekes (1923-1999), Nederlands journalist, schrijver en politicus
- Joël (ca. 800 v.Chr.), Joods profeet
- Amos Joel, Jr. (1918-2008), Amerikaans elektrotechnicus
- Billy Joel (1949), Amerikaans zanger, pianist en componist
- Nailja Joelamanova (1980), Russisch atlete
- Urmilla Joella-Sewnundun (ca. 1968), Surinaams politicus en diplomaat
- Pál Joensen (1990), Faeröers zwemmer
- Jasmi Joensuu (1996), Fins langlaufster
- Matti Yrjänä Joensuu (1948-2011), Fins schrijver
- Jekaterina Joerlova (1985), Russisch biatlete
- Viktor Joesjtsjenko (1954), Oekraïens politicus
- Artur Joesoepov (1960), Duits schaker
- Felix Joesoepov (1887-1967), Russisch edelman
- Reinhold Joest (1937), Duits autocoureur
- Michail Joezjny (1982), Russisch tennisser

## Jof
- Abraham Joffe (1909-2000), Israëlische mycoloog
- Abram Joffe (1880-1960), Russisch natuurkundige
- Joseph Joffo (1931-2018), Frans schrijver van joodse afkomst

## Joh

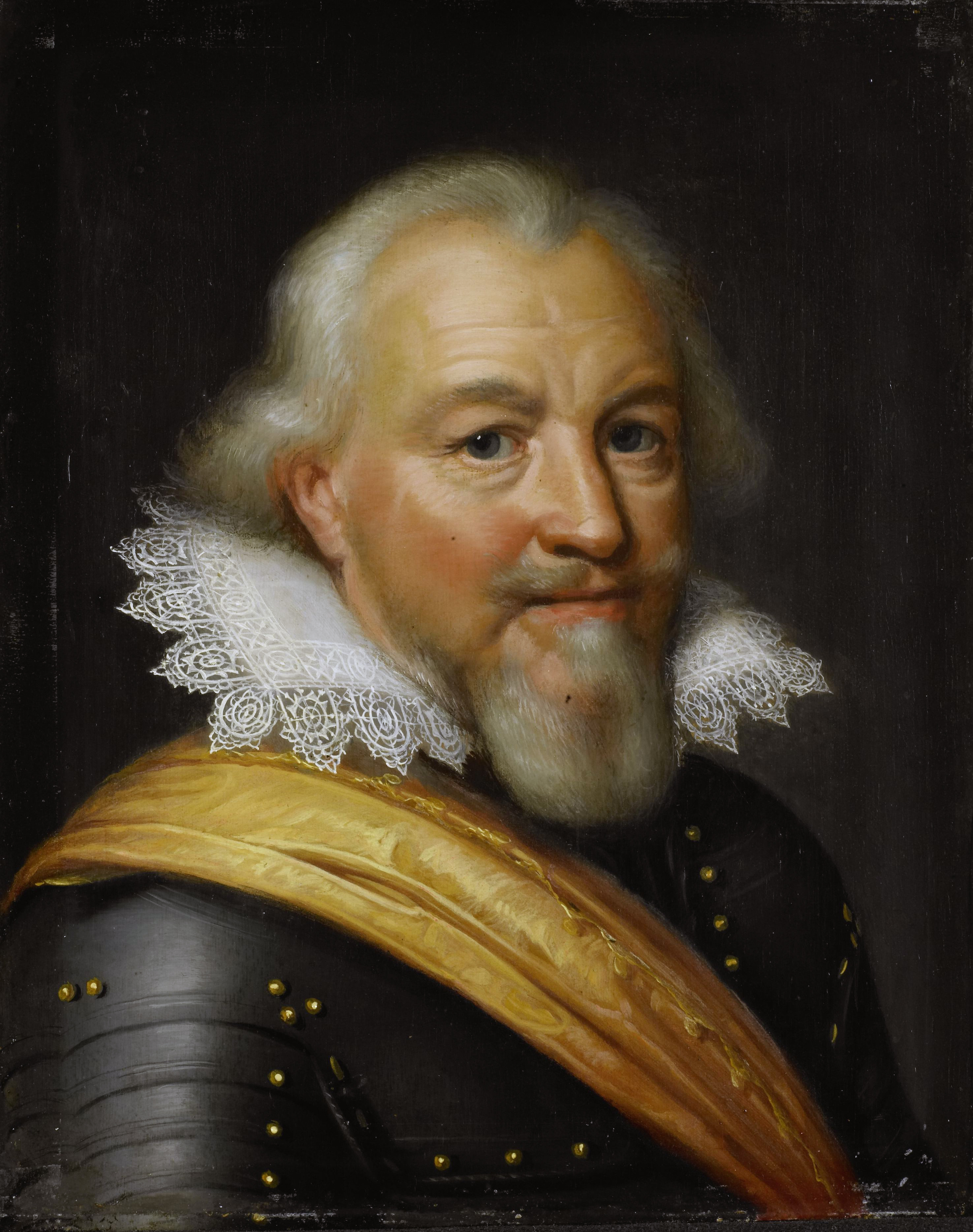
Johan VII van Nassau-Siegen

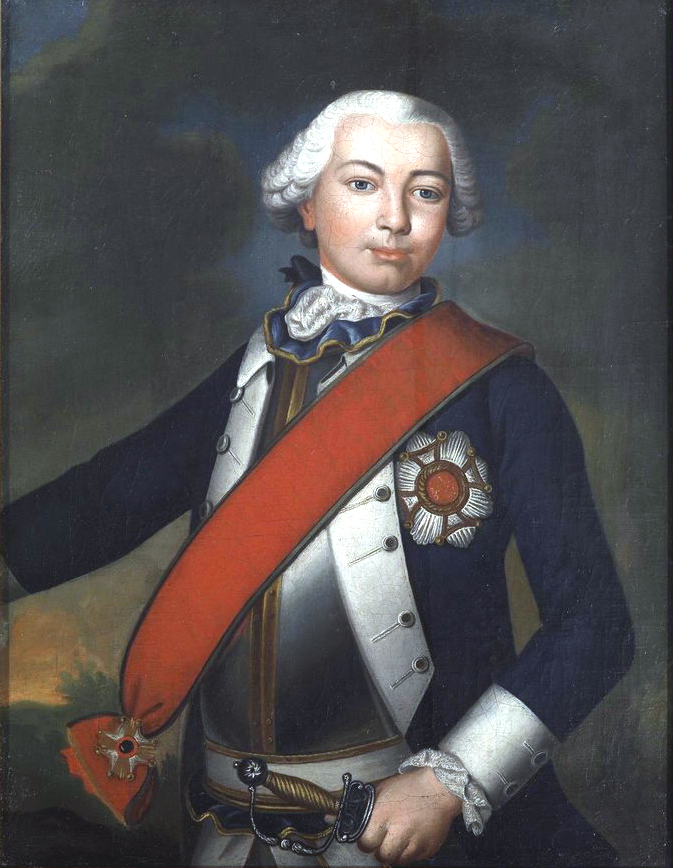
Johan Adolf van Nassau-Usingen

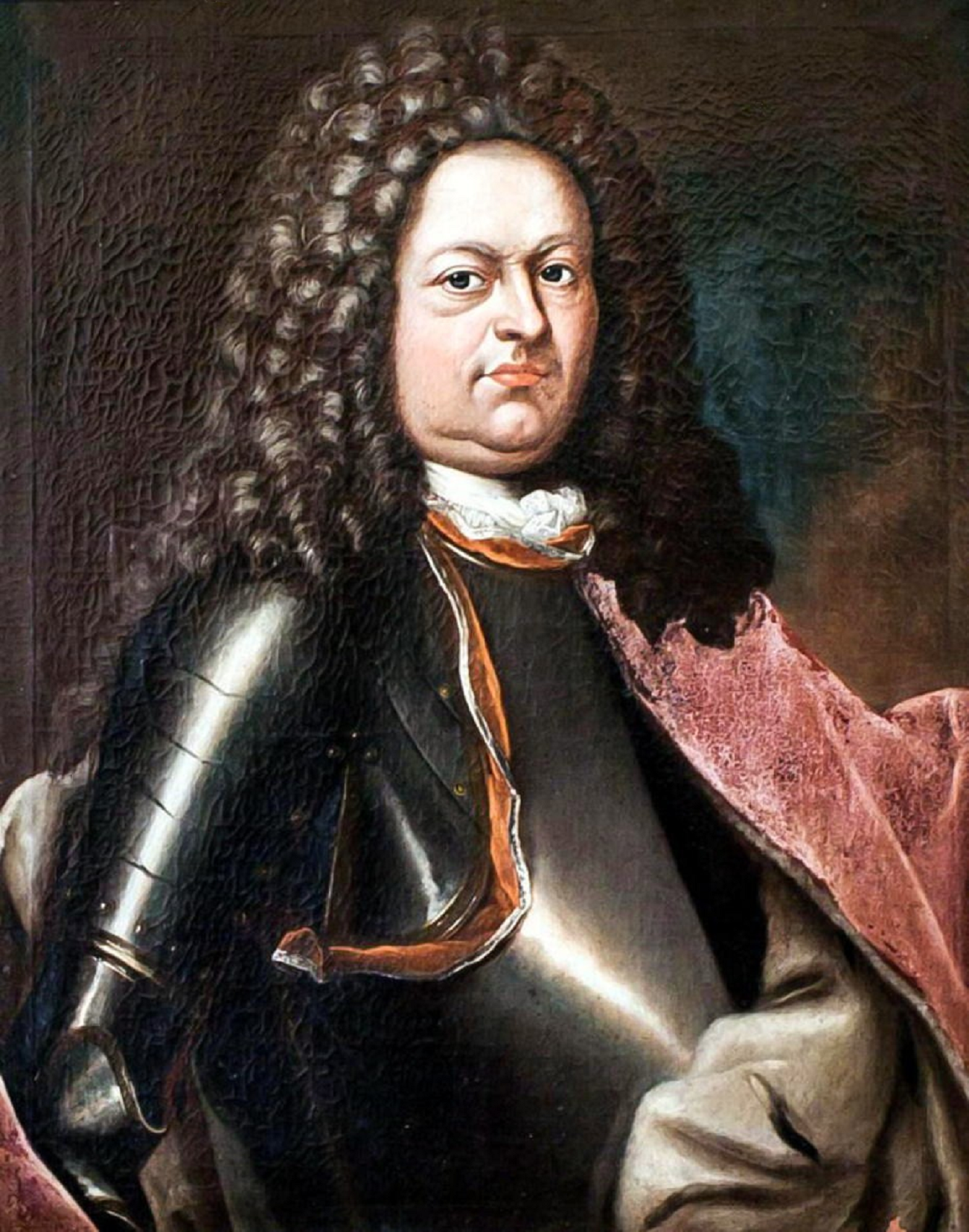
Johan Ernst van Nassau-Weilburg

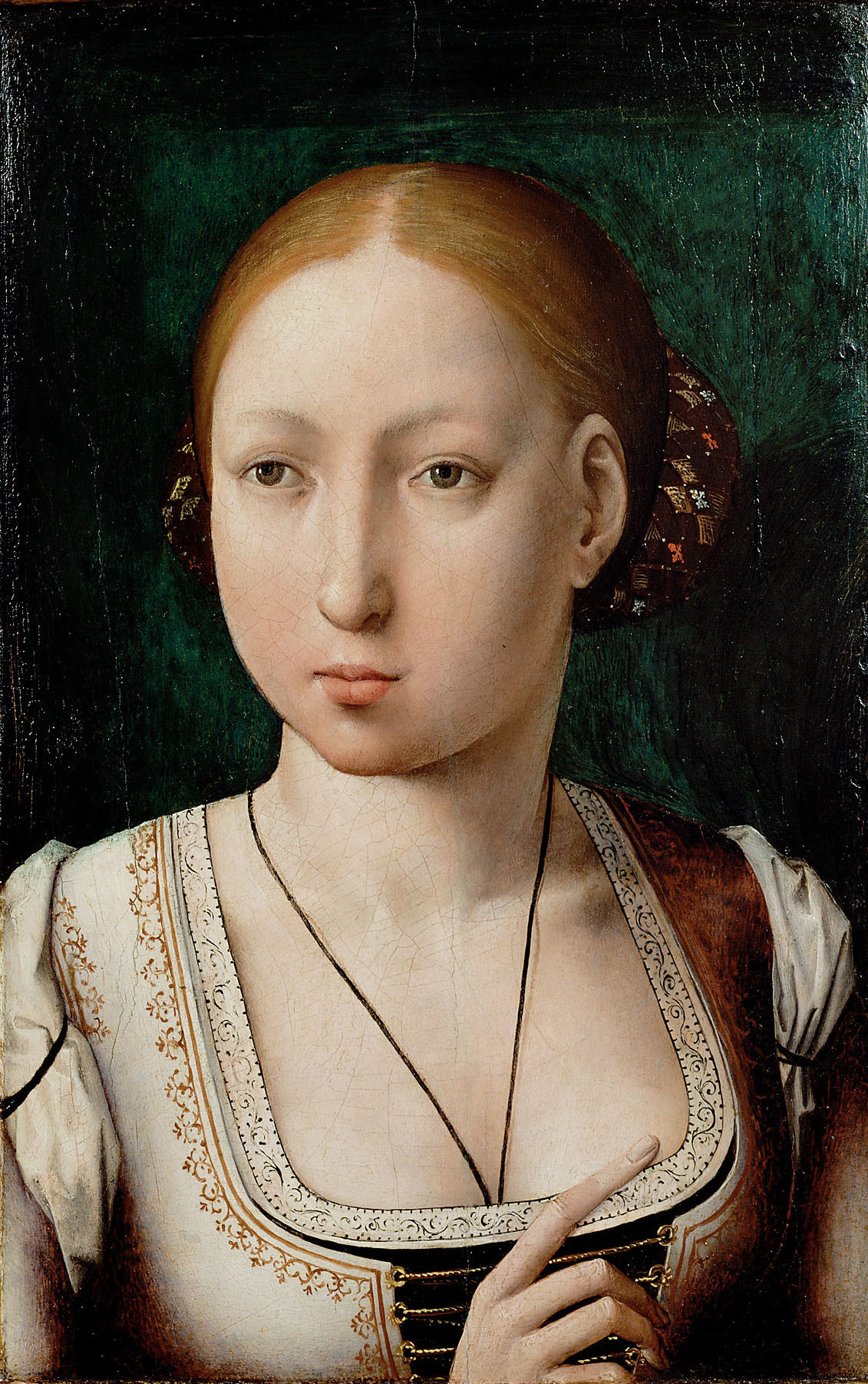
Johanna van Castilië

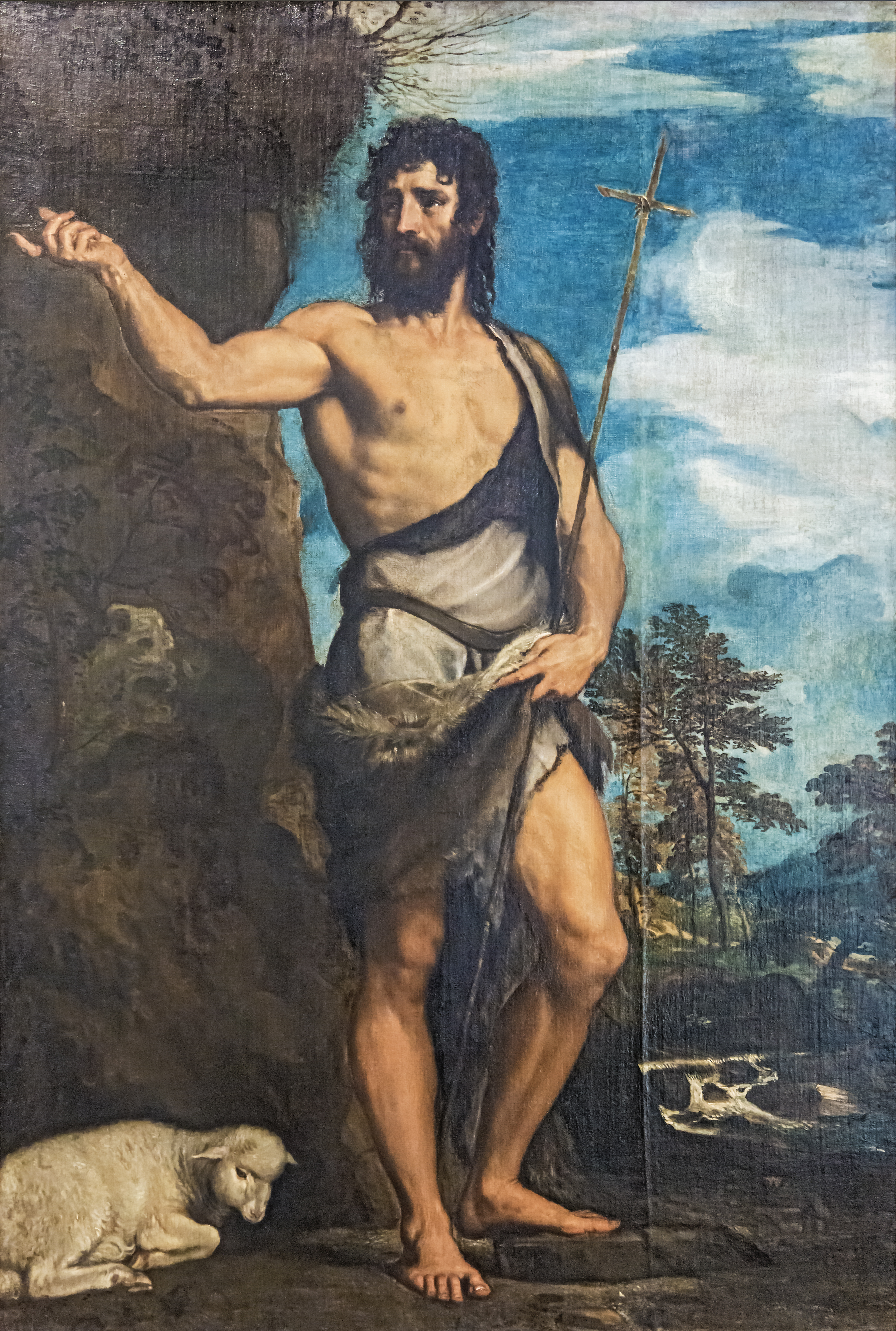
Johannes de Doper

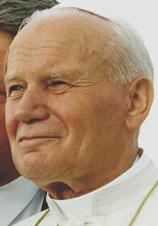
Paus Johannes Paulus II

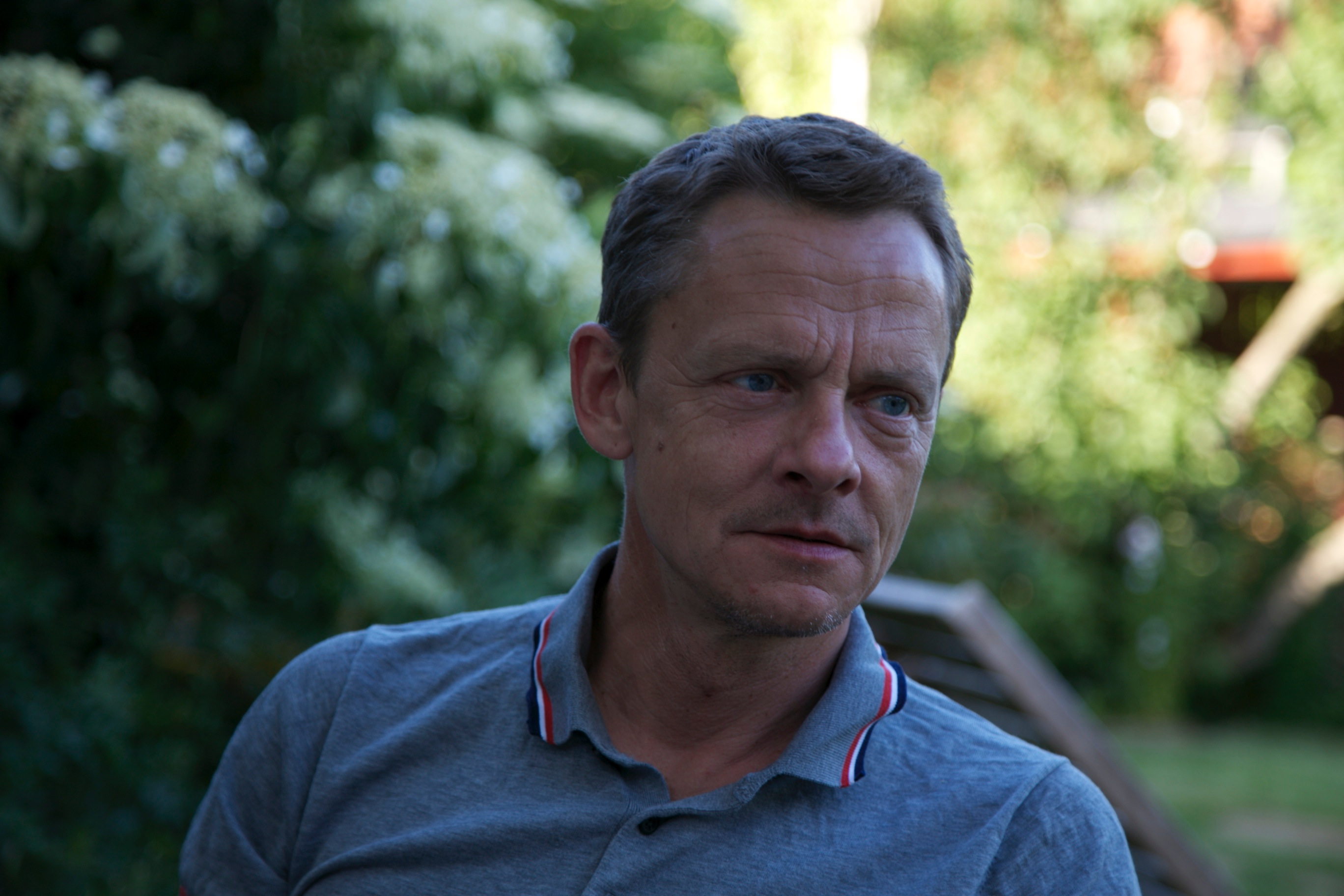
Olaf Johannessen

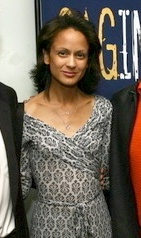
Anne-Marie Johnson, 2006

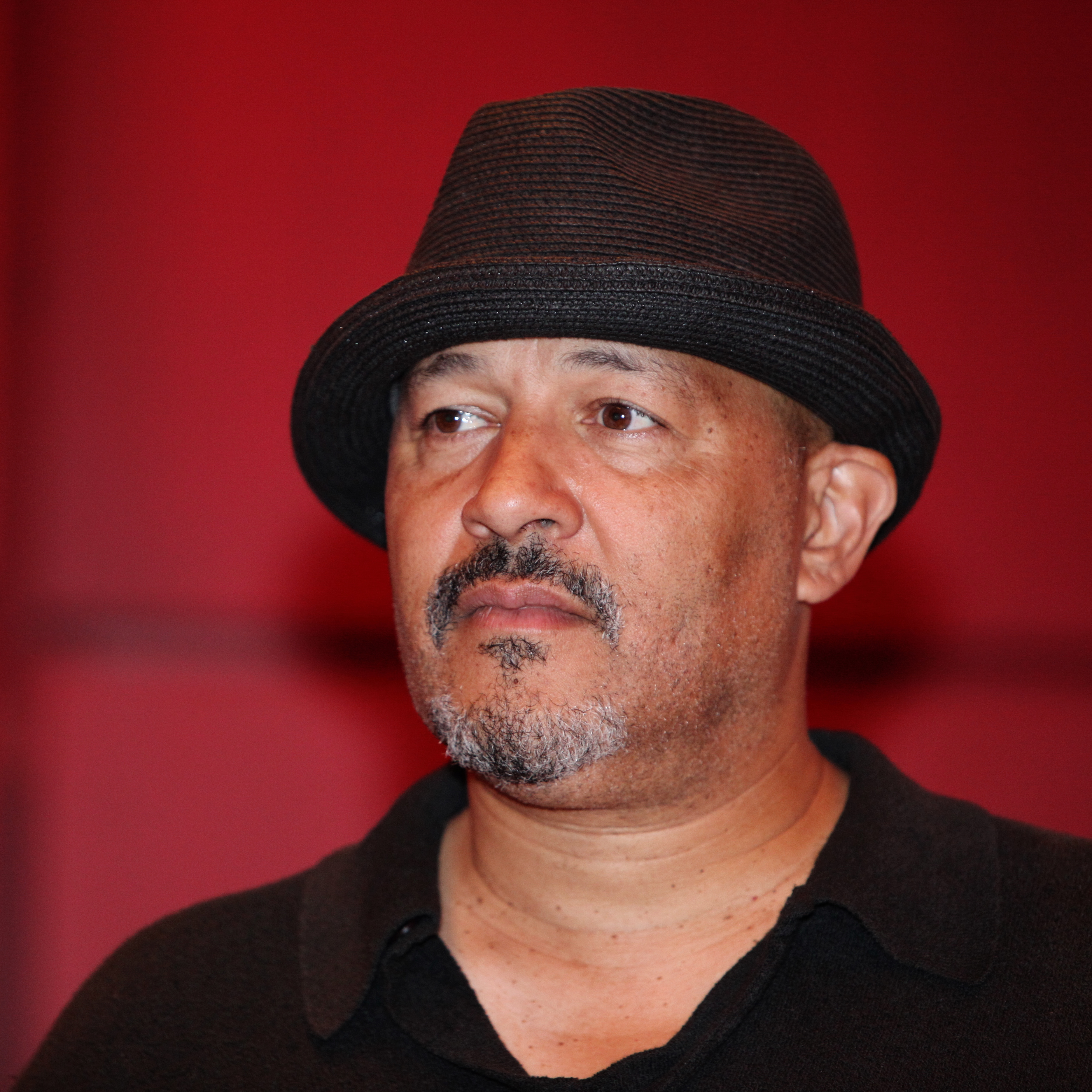
Clark Johnson, 2009

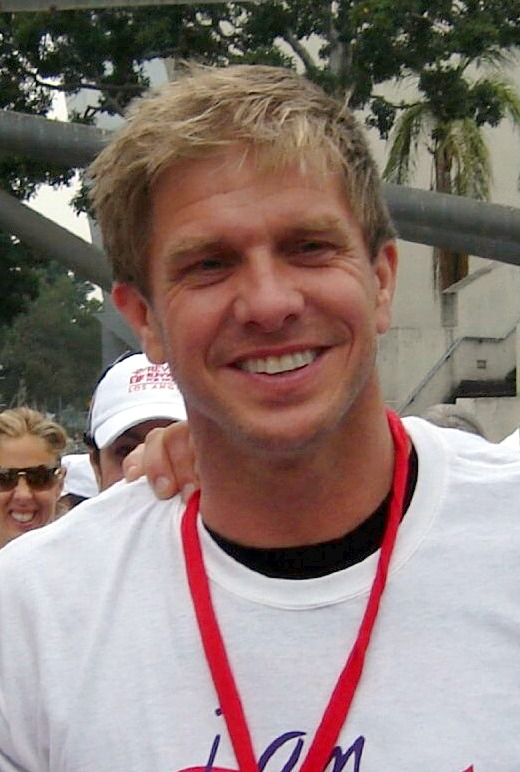
Kenny Johnson 2007

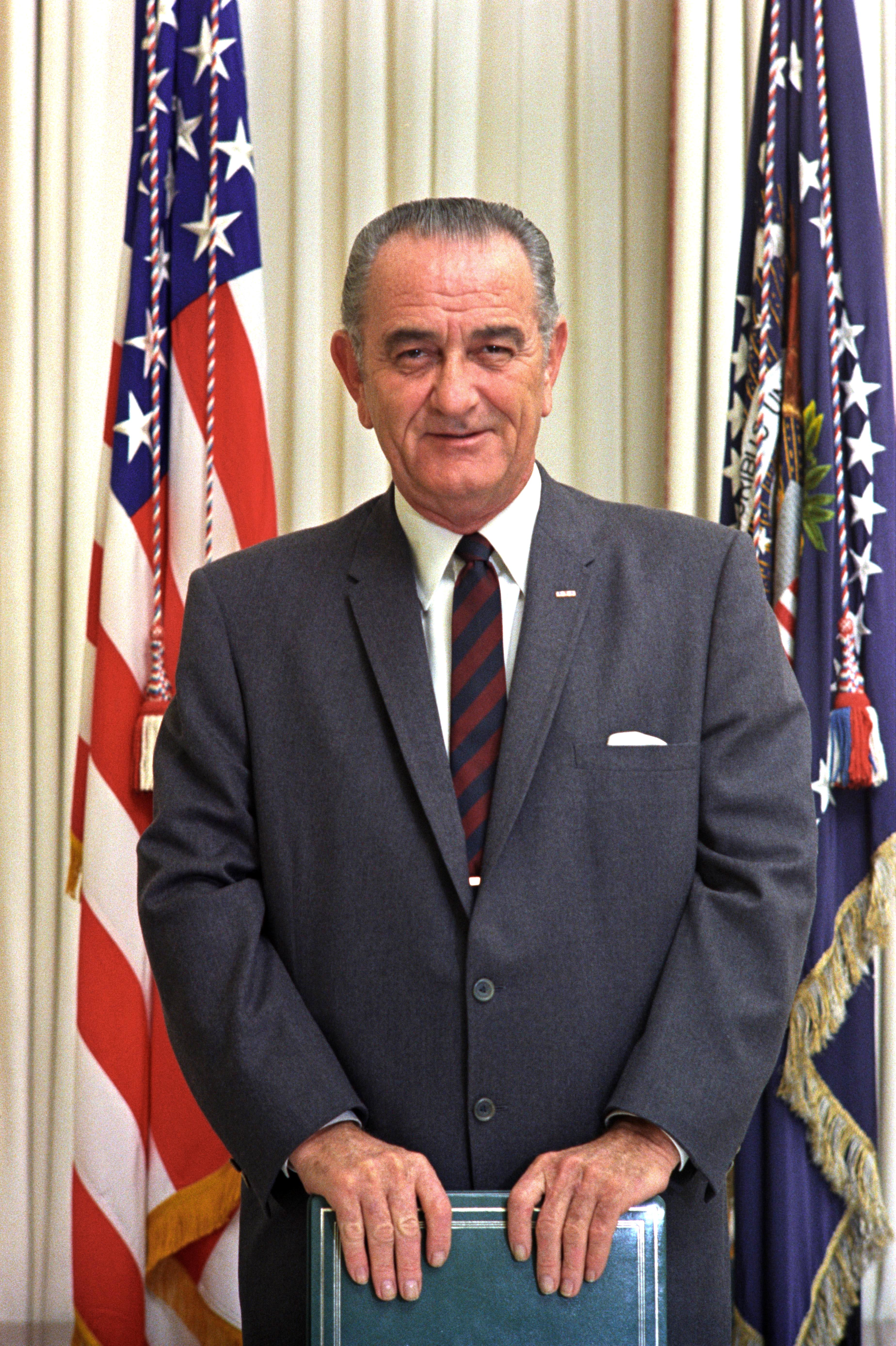
Lyndon B. Johnson

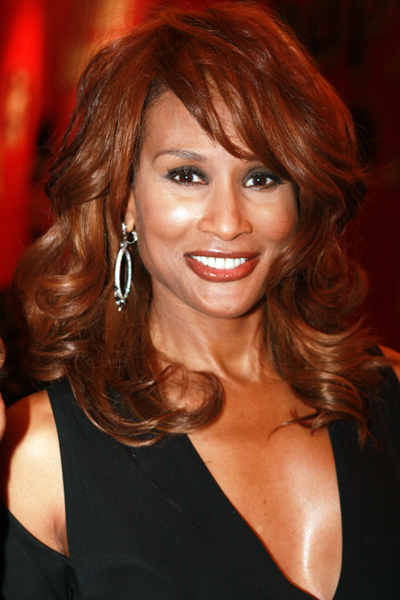
Beverly Johnson

- Johan I van Nassau-Beilstein († 1473), graaf van Nassau-Beilstein (1412-1473)
- Johan I van Nassau-Siegen (ca. 1339-1416), graaf van Nassau-Siegen (1350/51-1416)
- Johan I van Nassau-Weilburg (1309-1371), graaf van Nassau-Weilburg (1344-1371)
- Johan I van Waldeck-Landau (1521/22-1567), Duits graaf
- Johan II van Nassau-Beilstein († 1513), graaf van Nassau-Beilstein (1499-1513)
- Johan II van Nassau-Saarbrücken (1423-1472), graaf van Saarbrücken (1429-1472)
- Johan II van Nassau-Siegen († 1443), graaf van Nassau-Siegen (1416-1443), Vianden (1417-1443) en Diez (1420-1443)
- Johan II van Nassau-Wiesbaden-Idstein (1360-1419), aartsbisschop en keurvorst van Mainz (1397-1419)
- Johan II van Waldeck-Landau (1623-1668), Duits graaf
- Johan III van Nassau-Beilstein (1495-1561), graaf van Nassau-Beilstein (1513-1561)
- Johan III van Nassau-Siegen († 1430), graaf van Nassau-Siegen (1416-1430), Vianden (1417-1430) en Diez (1420-1430)
- Johan III van Nassau-Saarbrücken (1511-1574), graaf van Saarbrücken en Saarwerden (1544-1574)
- Johan III van Nassau-Weilburg (1441-1480), graaf van Nassau-Weilburg (1472-1480)
- Johan IV van Portugal (1603-1656), koning van Portugal (1640-1656)
- Johan V van Nassau-Siegen (1455-1516), graaf van Nassau-Siegen en Diez (1475-1516)
- Johan VII van Nassau-Siegen (1561-1623), graaf van Nassau-Siegen (1606-1623) en militair theoreticus
- Johan van Nassau-Dillenburg († 1328), graaf van Nassau-Dillenburg (1303-1328)
- Johan van Nassau-Hadamar († 1364/65), graaf van Nassau-Hadamar (1334-1364/65)
- Johan van Nassau-Idstein (1603-1677), graaf van Nassau-Idstein (1627-1677)
- Johan van Nassau-Wiesbaden-Idstein (1419-1480), graaf van Nassau-Wiesbaden-Idstein (1426-1480)
- Johan van Nassau-Wiesbaden-Idstein (1439-1482), Duits kanunnik
- Johan Adolf van Nassau-Usingen (1740-1793), Frans en Pruisisch generaal
- Johan Casimir van Nassau-Gleiberg (1577-1602), graaf van Nassau-Gleiberg (1593-1602)
- Johan Cicero van Brandenburg (1455-1499), keurvorst van Brandenburg (1486-1499)
- Johan Ernst van Nassau-Siegen (1582-1617), erfgraaf van Nassau-Siegen, kolonel in het Staatse leger, generaal van de Republiek Venetië
- Johan Ernst van Nassau-Siegen (1618-1639), scheepsofficier bij de WIC
- Johan Ernst van Nassau-Weilburg (1664-1719), graaf van Nassau-Weilburg (1675-1719)
- Johan Lodewijk I van Nassau-Idstein (1567-1596), graaf van Nassau-Idstein (1568-1596)
- Johan Lodewijk van Nassau-Ottweiler (1625-1690), graaf van Nassau-Ottweiler (1640-1680)
- Johan Lodewijk van Nassau-Saarbrücken (1472-1545), graaf van Saarbrücken (1472-1544) en Saarwerden (1527-1544)
- Johan Lodewijk van Nassau-Saarbrücken (1524-1542), Duits kanunnik
- Johan Willem Friso van Nassau-Diez (1687-1711), vorst van Nassau-Diez (1696-1711), stadhouder van Friesland en Groningen (1696-1711), prins van Oranje (1702-1711)
- Jóhann Jóhannsson' (1969-2018) IJsland componist
- Johanna van Castilië (1479-1555), koningin van Castilië
- Johanna II van Navarra (1311-1349), Frans prinses
- Johanna van Saarbrücken (-1381), regentes van Nassau-Weilburg (1371-1381), gravin van Saarbrücken (1380-1381)
- Johannes XII (ca.937-964), paus (955-964)
- Johannes XXIII (1881-1963), Italiaans paus (1958-1963)
- Johannes de Doper (1e eeuw), Joods religieus leider
- Johannes Paulus I (1912-1978), Italiaans paus (1978)
- Johannes Paulus II (1920-2005), Pools paus (1978-2005)
- Eric Johannesen (1988), Duits roeier
- Olaf Johannessen (1961), Deens acteur
- Stefan Johannesson (1971), Zweeds voetbalscheidsrechter
- Kari Mette Johansen (1979), Noors handbalster
- Donald Johanson (1943), Amerikaans paleo-antropoloog
- Jennie Johansson (1988), Zweeds zwemster
- Jonatan Johansson (1975), Fins voetballer
- Lennart Johansson (1929), Zweeds sportbestuurder
- Søren W. Johansson (1971), Deens atleet
- Stefan Johansson (1956), Zweeds autocoureur
- Sven-Åke Johansson (1943-2025), Zweeds drummer, componist, schrijver en beeldend kunstenaar
- Thomas Johansson (1975), Zweeds tennisser
- Therese Johaug (1988), Noors langlaufster
- Johfra (1919-1998), Nederlands-Frans schilder
- Collins John (1985), Nederlands voetballer
- Elton John (1947), Brits popzanger en pianist
- Paddy John (1990), Nederlands voetballer
- Stern John (1976), voetballer uit Trinidad en Tobago
- Glynis Johns (1923-2024), Brits actrice, zangeres en danseres
- Frode Johnsen (1974), Noors voetballer
- Alexz Johnson (1986), Canadees actrice en zangeres
- Allen Johnson (1971), Amerikaans atleet
- Alphonso Johnson (1951), Amerikaans jazzbassist
- Amy Johnson (1903-1941), Engels pilote
- Amy Jo Johnson (1970), Amerikaans actrice, zangeres, liedschrijfster, muzikante en gymnaste
- Anders Johnson (1989), Amerikaans schansspringer
- Andreas Johnson (1970), Zweeds singer-songwriter
- Andrew Johnson (1808-1875), Amerikaans president (1865-1869)
- Anne-Marie Johnson (1960), Amerikaans actrice
- Ashley Johnson (1983), Amerikaans actrice
- Ben Johnson (1946), Brits kunstschilder
- Ben Johnson (1961), Canadees atleet
- Benita Johnson (1979), Australisch atlete
- Benjamin Johnson (1983), Australisch wielrenner
- Beverly Johnson (1952), Amerikaans actrice, filmproducente en model
- Bill Johnson (1956), Amerikaans sciencefictionschrijver
- Bill Johnson (1960), Amerikaans alpineskiër
- Billy Johnson (1986), Amerikaans autocoureur
- Boris Johnson (1964), Brits politicus en journalist
- Breezy Johnson (1996), Amerikaans alpineskiester
- Brian Johnson (1947), Australisch zanger
- Bryan Johnson (1936-1995), Brits popzanger
- Bryan Stanley Johnson (1933-1973), Brits schrijver, dichter literatuurcriticus en filmmaker
- Butch Johnson (1962), Amerikaans boogschutter
- Caryn Elaine Johnson (1955), Amerikaans actrice (Whoopi Goldberg)
- Chelsea Johnson (1983), Amerikaans atlete
- Chris J. Johnson (1977), Amerikaans acteur
- Clark Johnson (1954), Amerikaans acteur, filmregisseur en filmproducent
- Cornelius Johnson (1913-1946), Amerikaans atleet
- Dameon Johnson (1976), Amerikaans atleet
- Don Johnson (1949), Amerikaans acteur
- Dwayne Johnson (1972), Amerikaans acteur en professionele worstelaar (The Rock)
- Eddie Johnson (1919-1974), Amerikaans autocoureur
- Edward Johnson (1816-1873), Amerikaans generaal
- Edward Hibberd Johnson (1846-1917), Amerikaans uitvinder en zakenpartner van Thomas Edison
- Eliza Johnson (1810-1876), Amerikaans first lady (echtgenote van president Andrew Johnson)
- Emma Johnson (1966), Brits klarinettiste
- Eric Johnson (1954), Amerikaans gitarist en componist
- Erling Johnson (1893-1967), Noors scheikundige
- Eyvind Johnson (1900-1976), Zweeds schrijver
- Hassan Johnson (1976), Amerikaans acteur
- Haylie Johnson (1980), Amerikaans actrice en filmregisseuse
- Holly Johnson (1960), Engels zanger
- Jack Johnson (1878-1946), Amerikaans bokser
- Jack Johnson (1975), Amerikaans singer-songwriter
- Jill Johnson (1973), Zweeds zangeres
- Joe Johnson (1952), Engels snookerspeler
- Johnnie Johnson (1924-2005), Amerikaans bluespianist
- Kelly Johnson (1958-2007), Brits gitariste
- Kenny Johnson (1963), Amerikaans acteur
- Lady Bird Johnson (1912-2007), Amerikaans first lady (echtgenote van president Lyndon B. Johnson)
- Leslie Johnson (1912-1959), Brits autocoureur
- Linton Kwesi Johnson (1952), Brits dichter en musicus
- Lyndon B. Johnson (1908-1973), Amerikaans president (1963-1969)
- Lynn-Holly Johnson (1958), Amerikaans kunstschaatsster en actrice
- Magic Johnson (1959), Amerikaans basketballer
- Michael Johnson (1967), Amerikaans atleet
- Nikita Johnson (2008), Amerikaans autocoureur
- Nkosi Johnson (1989-2001), Zuid-Afrikaans aidspatiënt
- Norman Johnson (1930), Canadees wiskundige
- Pat E. Johnson (1939-2023), Amerikaans vechtsportbeoefenaar, -choreograaf en acteur
- Patrick Johnson (1972), Australisch atleet
- Pete Johnson (1904-1967), Amerikaans pianist
- Paul Johnson (1971-2021), Amerikaanse houseproducer
- Puff Johnson (1972-2013), Amerikaans zangeres
- Rafer Johnson (1935-2020), Amerikaans atleet
- Randy Johnson (1963), Amerikaans honkballer
- Ray Johnson (1927-1995), Amerikaans beeldend kunstenaar
- Richard Mentor Johnson (1780-1850), Amerikaans politicus
- Richard S Johnson (1976), Zweeds golfer
- Robert Johnson (1911-1938), Amerikaans gitarist
- Russell Johnson (1924), Amerikaans televisie- en filmacteur
- Russell Johnson (1947), Amerikaans seriemoordenaar
- Samuel Johnson (1973), Ghanees voetballer
- Shawn Johnson (1992), Amerikaans artistiek gymnaste
- Sy Johnson (1930-2022), Amerikaans jazzpianist
- Tim Johnson (1946-2024), Amerikaans politicus
- Timothy Johnson (1977), Amerikaans wielrenner en veldrijder
- Teddy Johnson (1920), Brits zanger
- Tess Johnson (2000), Amerikaans freestyleskiester
- Trish Johnson (1966), Engels golfster
- Van Johnson (1916-2008), Amerikaans acteur
- Van Johnson (1927-1959), Amerikaans autocoureur
- Varghese Johnson (1982), Indiaas bokser
- Vincent Johnson (1969), Amerikaans seriemoordenaar
- Vinnie Johnson (1956), Amerikaans basketballer
- Wess Johnson (1945-2009), Amerikaans zanger
- Wil Johnson (1965), Brits acteur en filmproducent
- Will Johnson (1987), Canadees voetballer
- William Samuel Johnson (1727-1819), Amerikaans politicus
- Penny Johnson Jerald (1961), Amerikaans actrice
- Ellen Johnson Sirleaf (1938), president van Liberia (2006-)
- Katarina Johnson-Thompson (1993), Brits atlete
- Ana Johnsson (1977), Zweeds zangeres en songwriter
- Daniel Johnston (1961-2019), Amerikaans singer-songwriter en illustrator
- Jan Johnston (1968), Brits zangeres
- Sue Johnston (1943), Brits actrice
- Tom Johnston (1927-2009), Brits econoom
- Tom Johnston (1948), Amerikaans zanger en gitarist
- Bruce Johnstone (1937-2022), Zuid-Afrikaans Formule 1-coureur
- Jimmy Johnstone (1944-2006), Schots voetballer
- Nathan Johnstone (1990), Australisch snowboarder
- Hanns Johst (1890-1978), Duits schrijver en nazi

## Joi
- Pattabhi Jois (1915-2009), Indiaas yogaleraar

## Jok
- Johan Jokinen (1990), Deens autocoureur

## Jol

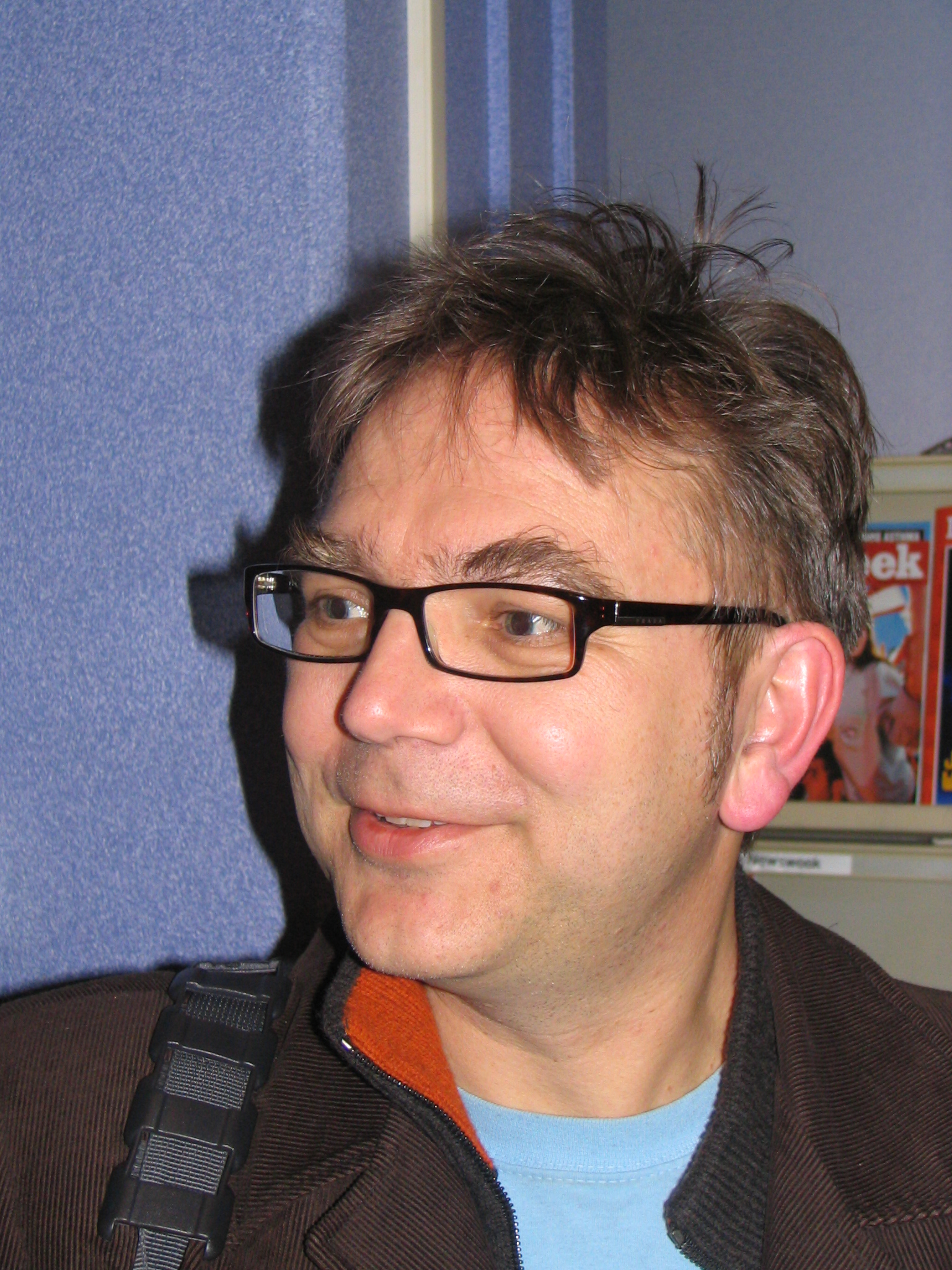
Francisco van Jole

- Francisco van Jole (1960), Nederlands journalist en internetondernemer
- Angelina Jolie (1975), Amerikaans actrice
- Frédéric Joliot-Curie (1900-1958), Frans natuurkundige en Nobelprijswinnaar
- Irène Joliot-Curie (1897-1956), Frans scheikundige en Nobelprijswinnaar
- Gerard Joling (1960), Nederlands zanger en presentator
- Allard Jolles (1958-2024), Nederlands musicus en architectuurhistoricus
- Vicky Jolling (1984), Vlaams televisiepresentatrice
- Al Jolson (1886-1950), Amerikaans zanger en acteur
- Alfred James Jolson (1928-1994), Amerikaans geestelijke
- Andrée Joly (1901-1993), Frans kunstschaatsster
- Damien Joly (1992), Frans zwemmer
- Sébastien Joly (1979), Frans wielrenner
- Yves Joly (1908), Frans komiek, poppenspeler en -ontwerper, en theatervormgever

## Jom
- Jomanda (1948), Nederlands spiritiste en alternatief genezeres

## Jon

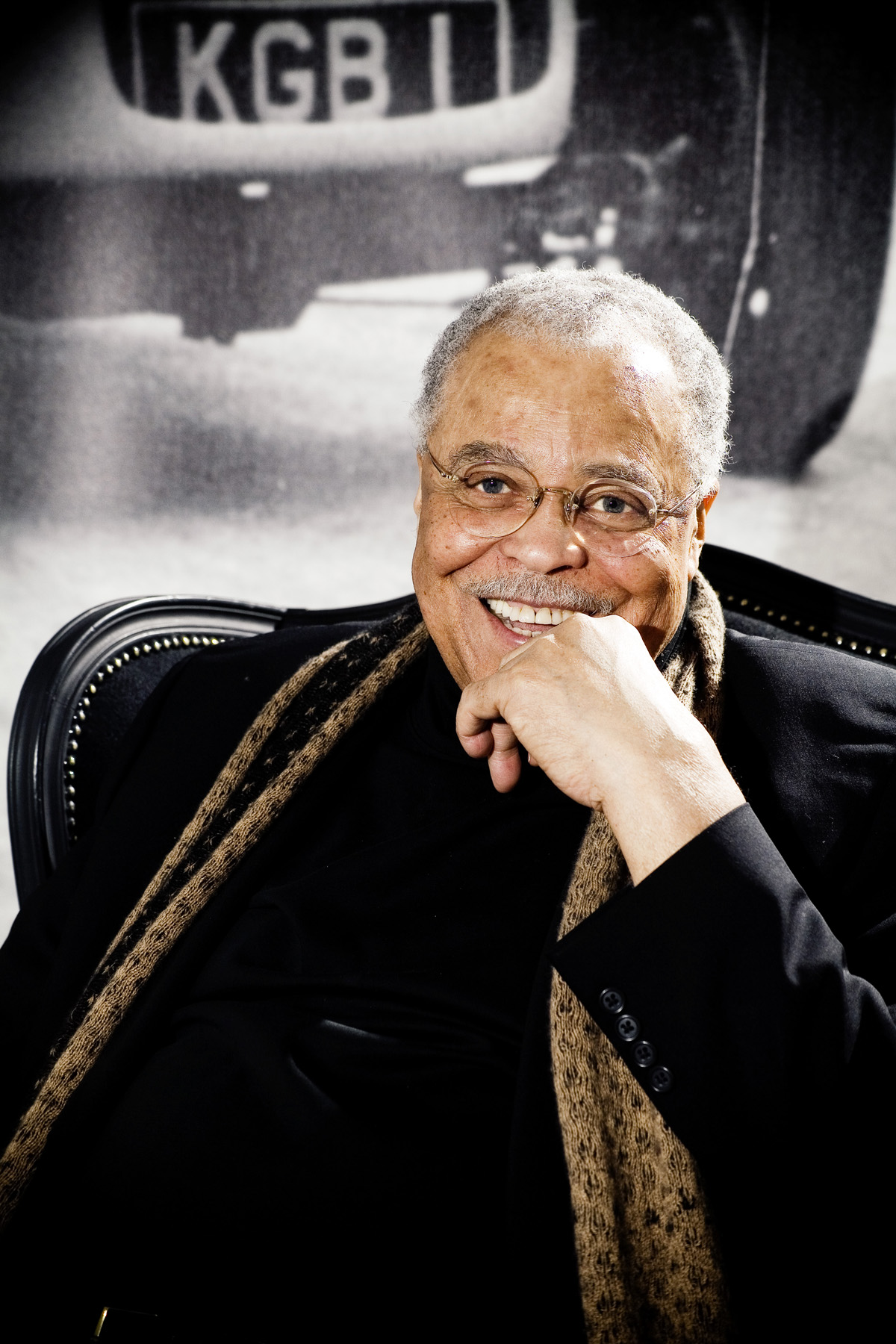
James Earl Jones

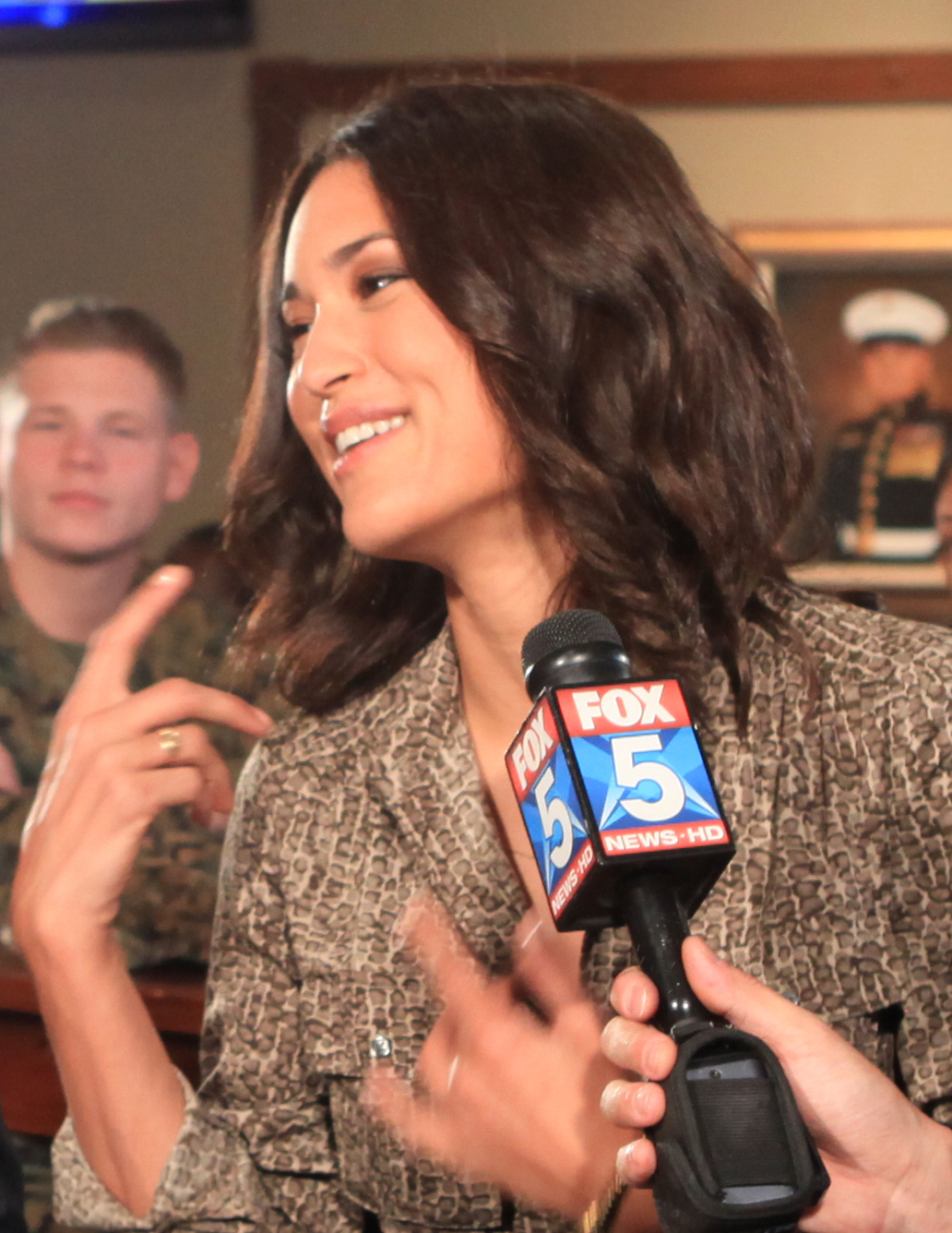
Julia Jones

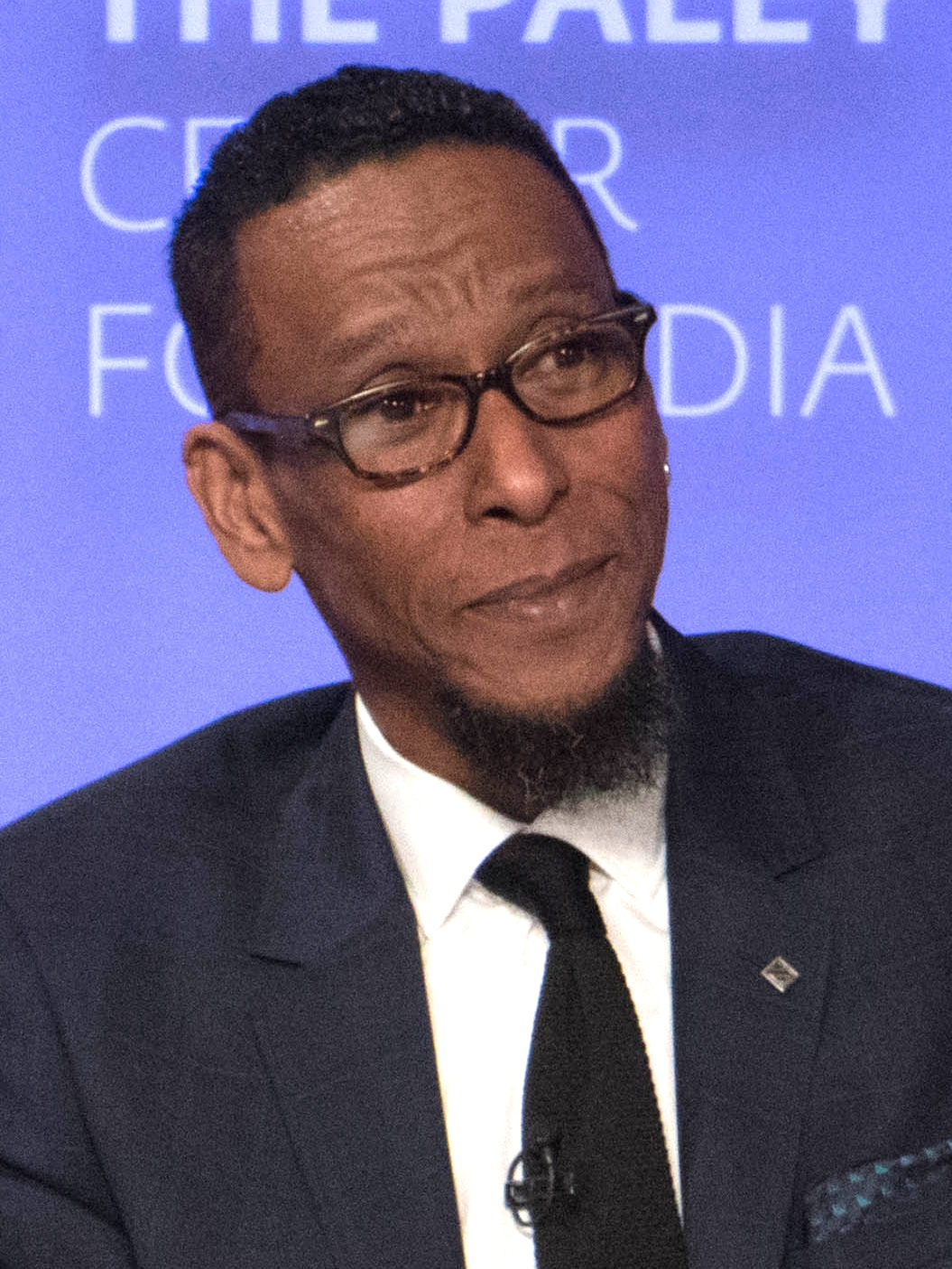
Ron Cephas Jones, 2017

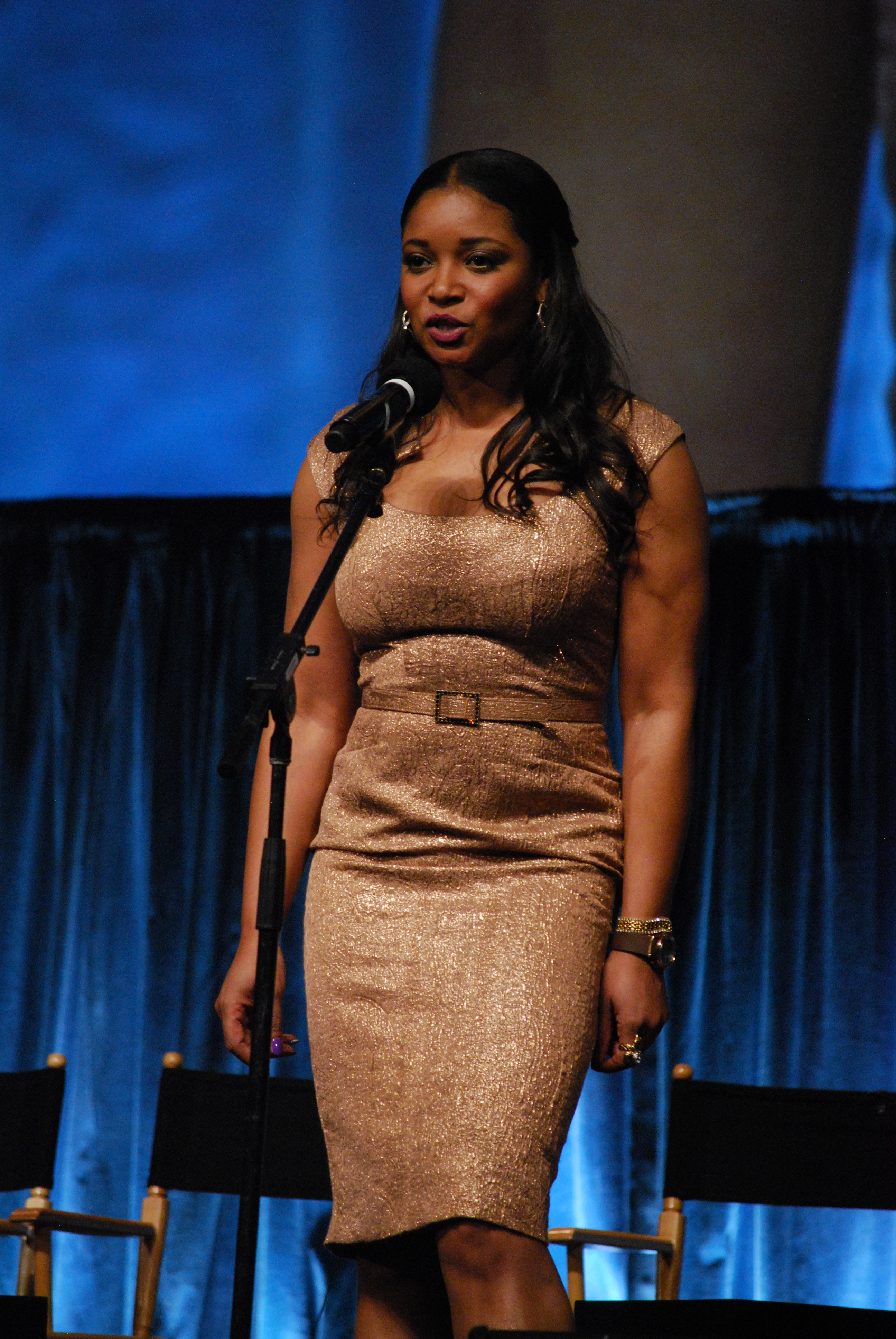
Tamala Jones, 2012

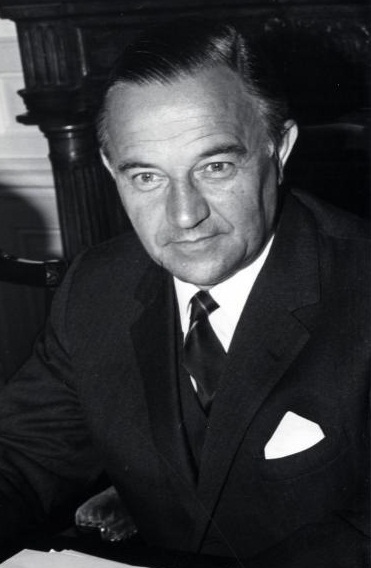
Piet de Jong

- Joe Jonas (1989), Amerikaans zanger en acteur
- Arthur Jonath (1909-1963), Duits atleet
- Lotte Jonathans (1977), Nederlands badmintonster
- Natalja Jonckheere (1970), Belgisch atlete
- Alfons Jonckx (1872-1953), Belgisch advocaat, collaborateur en Vlaams activist
- Torben Joneleit (1985), Duits voetballer
- Alan Jones (1946), Australisch autocoureur
- Andi Jones (1978), Brits atleet
- Brian Jones (1942-1969), Brits rockmusicus
- Christian Jones (1979), Australisch autocoureur
- Chuck Jones (1912-2002), Amerikaans tekenfilmmaker
- Clifton Jones, (1937-2025), Jamaicaans acteur
- Craig Jones (1985-2008), Brits motorcoureur
- Cullen Jones (1984), Amerikaans zwemmer
- Dillon Jones (2001), Amerikaans basketballer
- Curtis Jones (1968), Amerikaans danceproducer
- David Lloyd Jones (1944), Australisch botanicus
- Davy Jones (1945-2012), Brits-Amerikaans acteur en zanger
- Dennis Jones (1967), Nederlands zanger; pseudoniem van Casper Janssen
- Diana Wynne Jones (1934-2011), Brits schrijfster
- Donald Jones (1932-2004), Amerikaans-Nederlands zanger en acteur
- Ed Jones (1995), autocoureur uit de Verenigde Arabische Emiraten
- Franklin Jones (1939-2008), Amerikaans goeroe
- Grace Jones (1948), Jamaicaans zangeres en actrice
- Hank Jones (1918-2010), Amerikaans jazzpianist
- Inigo Jones (1573-1652), Engels architect
- Jagger Jones (2002), Amerikaans autocoureur
- James Earl Jones (1931-2024), Amerikaans acteur en stemartiest
- Jamison Jones, Amerikaans acteur, filmproducent, stuntman en scenarioschrijver
- Jason Jones (1973), Canadees acteur, filmregisseur, filmproducent en scenarioschrijver
- Jenny Jones (1980), Brits snowboardster
- John Allan (Jack) Jones (1938-2024), Amerikaans zanger
- John Jones (1963), Nederlands acteur
- John James Jones, Amerikaans acteur
- Jon Jones (1987), Amerikaans MMA-vechter
- Jonathan Jones (1999), Barbadiaans atleet
- Julia Jones (1981), Amerikaans actrice en model
- Keziah Jones (1968), Nigeriaans zanger en gitarist
- Leisel Jones (1985), Australisch zwemster
- Lolo Jones (1982), Amerikaans atlete
- L.Q. Jones (1927-2022), Amerikaans acteur en filmregisseur
- Marion Jones (1975), Amerikaans atlete
- Mickey Jones (1941-2018), Amerikaans drummer en acteur
- Micky Jones (1946-2010), Welsh gitarist
- Mike Jones (Virgil) (1951-2024), Amerikaans professioneel worstelaar
- Mike Jones (1994), Australisch motorcoureur
- Milton Jones (1894-1932), Amerikaans autocoureur
- Milton Jones (1964), Brits komiek
- Neal Jones (1960), Amerikaans acteur
- Nicholas Jones (1946), Brits acteur
- Norah Jones (1979), Amerikaans zangeres
- P.J. Jones (1969), Amerikaans autocoureur
- Quincy Jones (1933-2024), Amerikaans muziekproducent en muzikant
- Ray Jones (1988-2007), Engels voetballer
- Rickie Lee Jones (1954), Amerikaans singer-songwriter
- Riley Jones, Brits acteur
- Robbie Jones (1977), Amerikaans acteur
- Ron Cephas Jones (1957-2023), Amerikaans acteur
- Roy Jones jr. (1969), Amerikaans bokser
- Sam Jones (1924-1981), Amerikaans jazzmuzikant
- Sam Jones (1933-2021), Amerikaans basketballer
- Sam Jones III (1983), Amerikaans acteur
- Samuel Jones (1879-1954), Amerikaans atleet
- Sharon Jones (1956-2016), Amerikaans soulzangeres
- Simon Jones (1950), Brits acteur
- Spencer Jones (2001), Amerikaans basketballer
- Stephen Jones (1978), Barbadiaans atleet
- Steve Jones (1955), Brits atleet
- Steve Jones (1960), Brits piloot
- Tamala Jones (1974), Amerikaans actrice
- Terry Jones (1942-2020), Brits komiek
- Tom Jones (1940), Brits zanger
- Tommy Lee Jones (1946), Amerikaans acteur, filmregisseur en -producent
- Vaughan Jones (1952-2020), Nieuw-Zeelands wiskundige
- Vinnie Jones (1965), Brits voetballer
- Wayne Jones (1965), Engels darter
- LaVerne Jones-Ferrette (1981), atlete uit de Amerikaanse Maagdeneilanden
- Ad de Jong (1946), Nederlands atleet
- Adriaan Marinus de Jong (1888-1943), Nederlands schrijver
- Anke de Jong (1987), Nederlands journalist
- Annie de Jong-Zondervan (1907-1972), Nederlands atlete en kortebaansschaatsster
- Arie de Jong (1953), Nederlands ambtenaar, politicus en bestuurder
- Arie de Jong (1882-1962), Nederlands militair, schermer en restauranthouder
- Bob de Jong (1976), Nederlands schaatser
- Daniël de Jong (1992), Nederlands autocoureur
- Dimi de Jong (1994), Nederlands snowboarder
- Eloy de Jong (1973), Nederlands popzanger
- Erica Jong (1942), Amerikaans schrijfster
- Everard de Jong (1958), Nederlands hulpbisschop
- Imani de Jong (2002), Nederlands zwemster
- Inge de Jong (1976), Nederlands atlete
- Jacqueline de Jong (1939-2024), beeldend kunstenares
- Jasperina de Jong (1938), Nederlands actrice
- Léon de Jong (1982), Nederlands politicus
- Loe de Jong (1914-2005), Joods-Nederlands historicus en journalist
- Luuk de Jong (1990), Nederlands voetballer
- Marjolein de Jong (1967), Nederlands softbalster
- Marjolein de Jong (1981), Nederlands atlete
- Max de Jong (1917-1951), Nederlands dichter en essayist
- Max de Jong (1934-2020), Nederlands bestuurder
- Max de Jong (1968), Nederlandse voetballer
- Michiel de Jong (1973), Nederlands acteur
- Nigel de Jong (1984), Nederlands voetballer
- Nynke de Jong (1985), Nederlands journaliste en schrijfster
- Paul de Jong (1983), Nederlands paralympisch sporter
- Piet Jong (1914-2010), Nederlands politiebestuurder
- Piet de Jong (1915), Nederlands onderzeebootkapitein en politicus (o.a. premier)
- Piet de Jong (1938), Nederlands dendroloog
- Siem de Jong (1989), Nederlands voetballer
- Tjitze de Jong (1942-2014), Nederlands predikant en zendeling
- Winny de Jong (1958), Nederlands politica
- Klaas de Jong Ozn. (1926-2011), Nederlands bestuurder, columnist, dichter, journalist en politicus
- Jan Jongbloed (1940-2023), Nederlands voetballer en voetbaltrainer
- Ernst de Jonge (1914-1944), Nederlands Engelandvaarder
- Freek de Jonge (1944), Nederlands cabaretier
- Jan de Jonge (1963), Nederlands voetballer en voetbaltrainer
- Klaas de Jonge (1937-2023), Nederlands antropoloog en activist
- Saskia de Jonge (1986), Nederlands zwemster
- Daphne Jongejans (1965) Nederlands schoonspringster
- Edwin Jongejans (1966), Nederlands schoonspringer
- Piet Jongeling (1909-1985), Nederlands journalist, verzetsstrijder, politicus en kinderboekenschrijver
- Bob Jongen (1927-2023), Nederlands voetballer
- Henk Jongerius (1941-2024), Nederlands prior en tekstdichter
- Leen Jongewaard (1927-1996), Nederlands zanger en acteur
- Eddy de Jongh (1920-2002), Nederlands fotograaf en journalist
- Gerrit de Jongh (1845-1917), Nederlands Tweede Kamerlid
- Gré de Jongh (1924-2002), Nederlands atlete
- Meg de Jongh (1924-2003), Nederlands voetballer/-trainer, atleet en ijshockeyer
- Steven de Jongh (1973), Nederlands wielrenner
- Johan Barthold Jongkind (1819-1891), Nederlands kunstschilder
- Stella Jongmans (1971), Nederlands atlete
- Baukje Jongsma (1926-2013), Nederlands atlete
- Wik Jongsma (1943-2008), Nederlands acteur
- Sione Jongstra (1976), Nederlands triatlete en duatlete
- Gert Jonke (1946-2009), Oostenrijks dichter en toneelschrijver
- Constantijn Jonker (1987), Nederlands hockeyer
- Ingrid Jonker (1933-1965), Zuid-Afrikaans dichteres
- Fedde Jonkman (1941-2024), Nederlands politicus
- Hendrikus Franciscus Jonkman (1844-1920), Nederlands onderwijzer
- Jan Anne Jonkman (1891-1976), Nederlands politicus
- Willem Frederik Jonkman (1893-1945), Nederlands verzetsstrijder
- Reitze Jonkman (1958), Nederlands taalkundige
- Silke Jonkman (1997), Nederlands atlete
- Ben Jonson (1572-1637), Engels toneelschrijver
- Emil Jönsson (1985), Zweeds langlaufer
- Tomas Jonsson (1960), Zweeds ijshockeyer

## Joo
- Albert de Joode (1891-?), Nederlands journalist en politicus
- Amaat Joos (1855-1937), Belgisch kanunnik, volkskundige, pedagoog, theoloog en Vlaams activist
- Carl Joos (?), Belgisch scenarioschrijver
- Filip Joos (1973), Belgisch sportjournalist
- Gillis Joos (1390-1460), Zuid-Nederlands architect
- Gustaaf Joos (1923-2004), Belgisch priester en kardinaal
- Jean-Baptiste Joos (?-na 1841 en vóór 1846), Belgisch handelaar en politicus
- Norbert Joos (1960-2016), Zwitserse alpinist
- Ruth Joos (1976), Belgisch radiopresentatrice
- Ber Joosen (1924-2004), Nederlands organist, pianist, componist, dirigent en pedagoog
- Cees Joosen (1920-1976), Nederlands wielrenner
- Flor Joosen (1952), Belgisch ondernemer en bestuurder
- Frans Joosen (1932), Nederlands kunstschilder
- Sofie Joosen (1986), Belgisch politica
- Astrid Joosten (1958), Nederlands presentatrice
- Gied Joosten (1921-1993), Nederlands sportbestuurder
- Antoon Joostens (1820-1886), Belgisch kunstschilder

## Jor

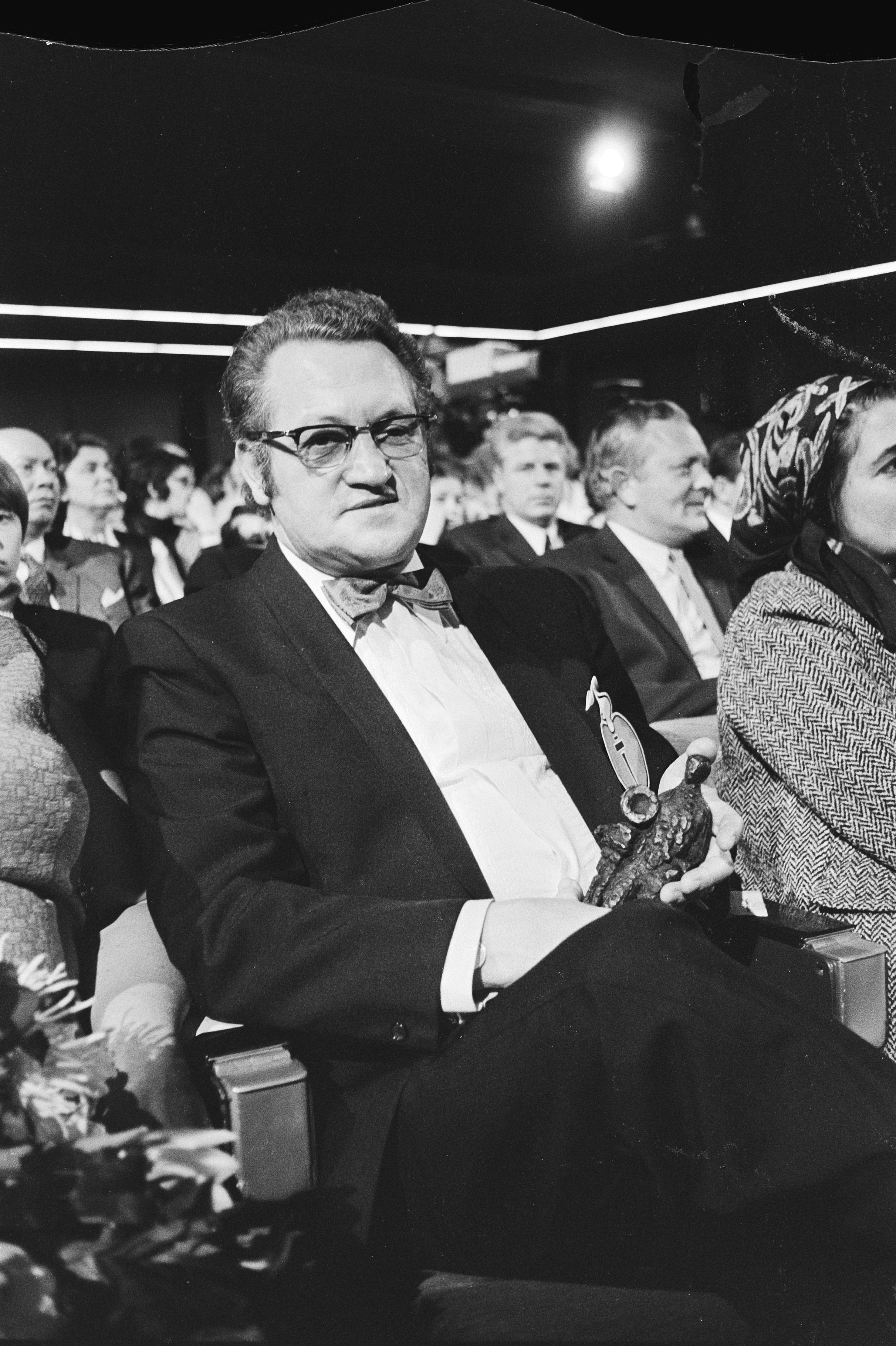
Johnny Jordaan (1971)

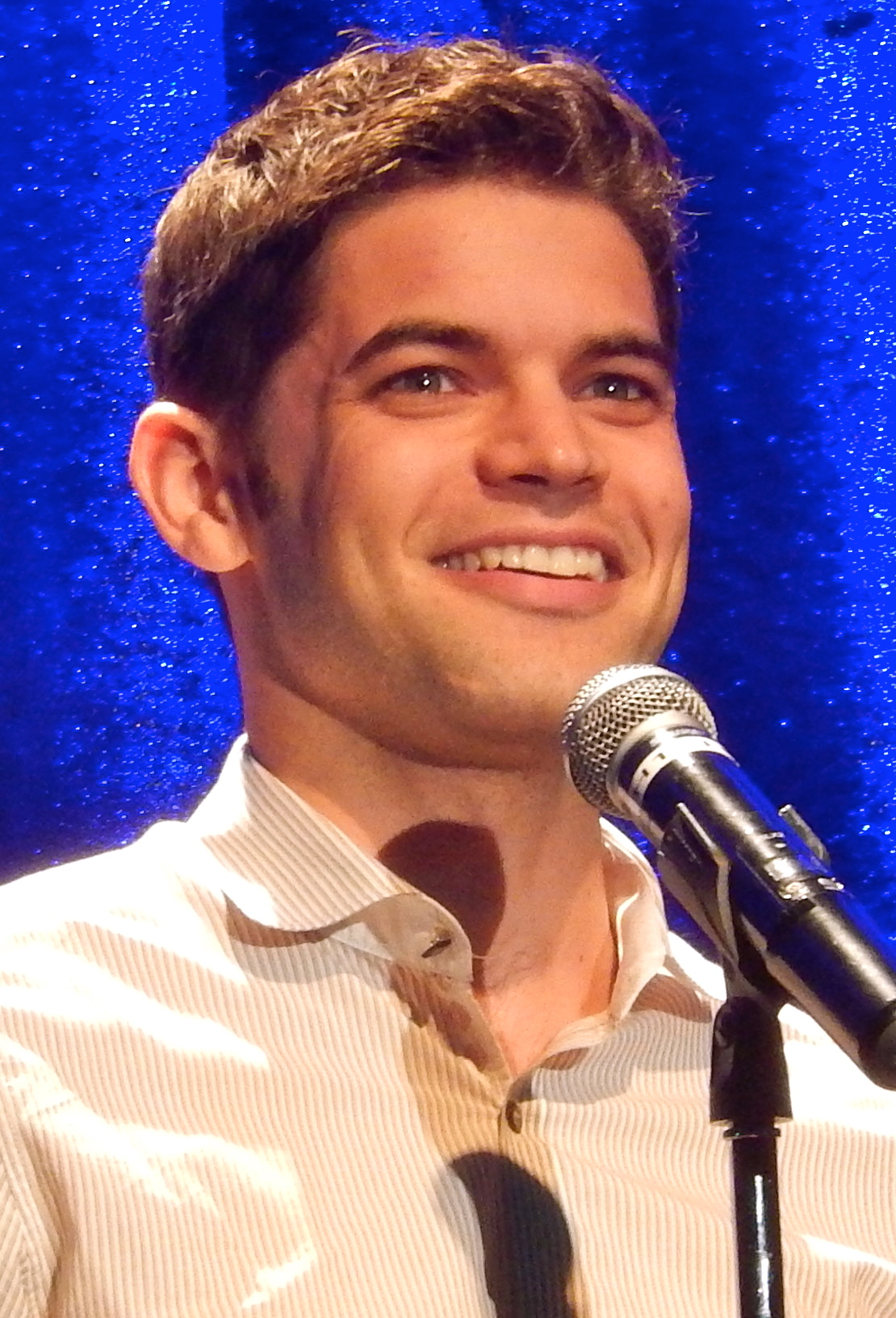
Jeremy Jordan, 2013

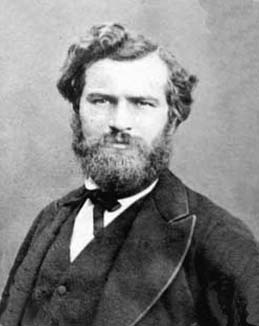
Marie Ennemond Camille (Camille) Jordan

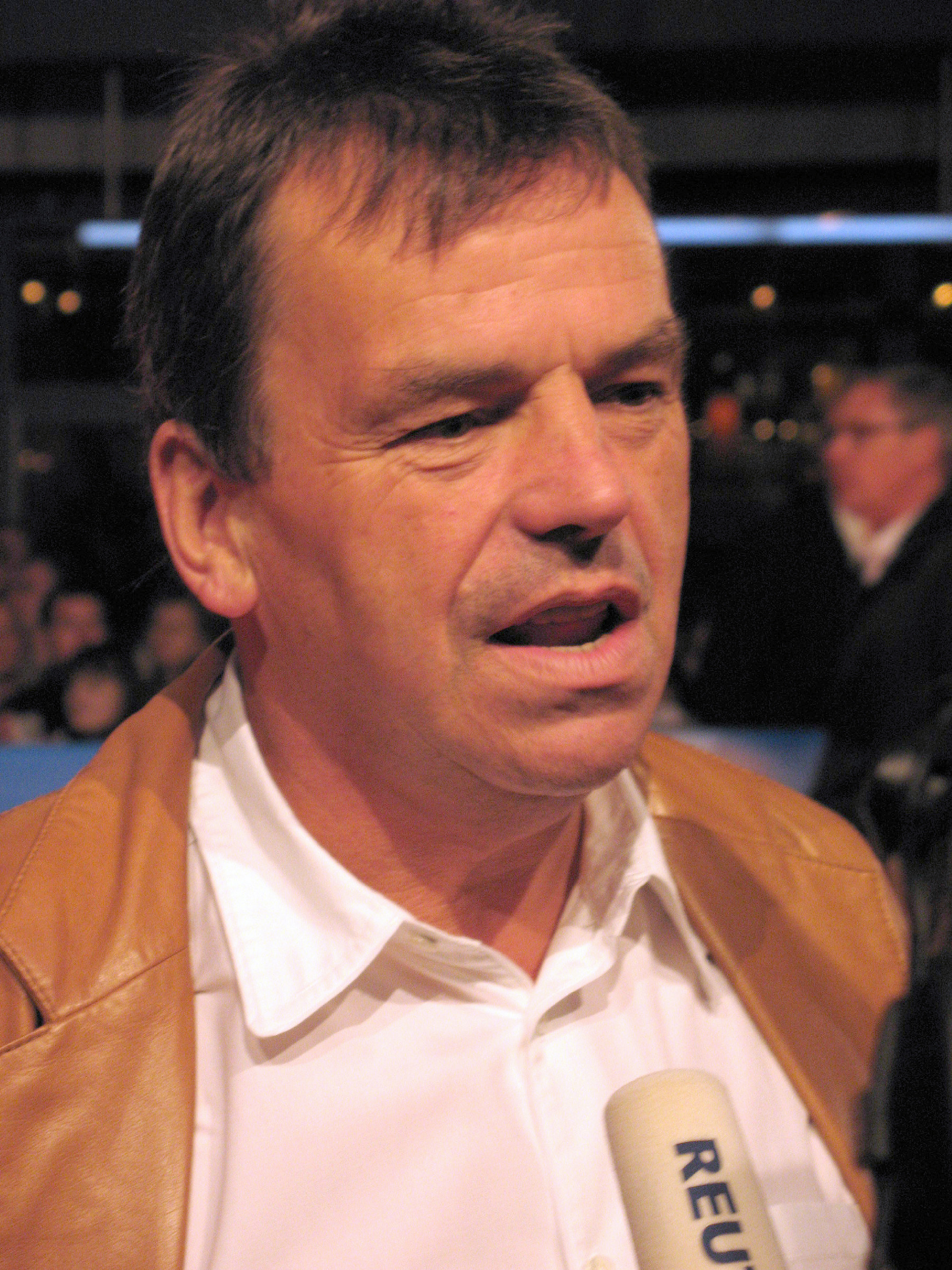
Neil Jordan

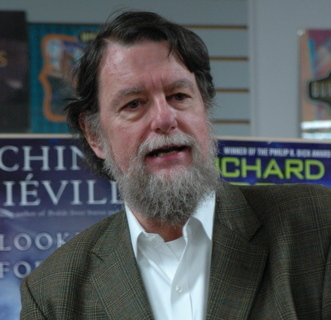
Robert Jordan

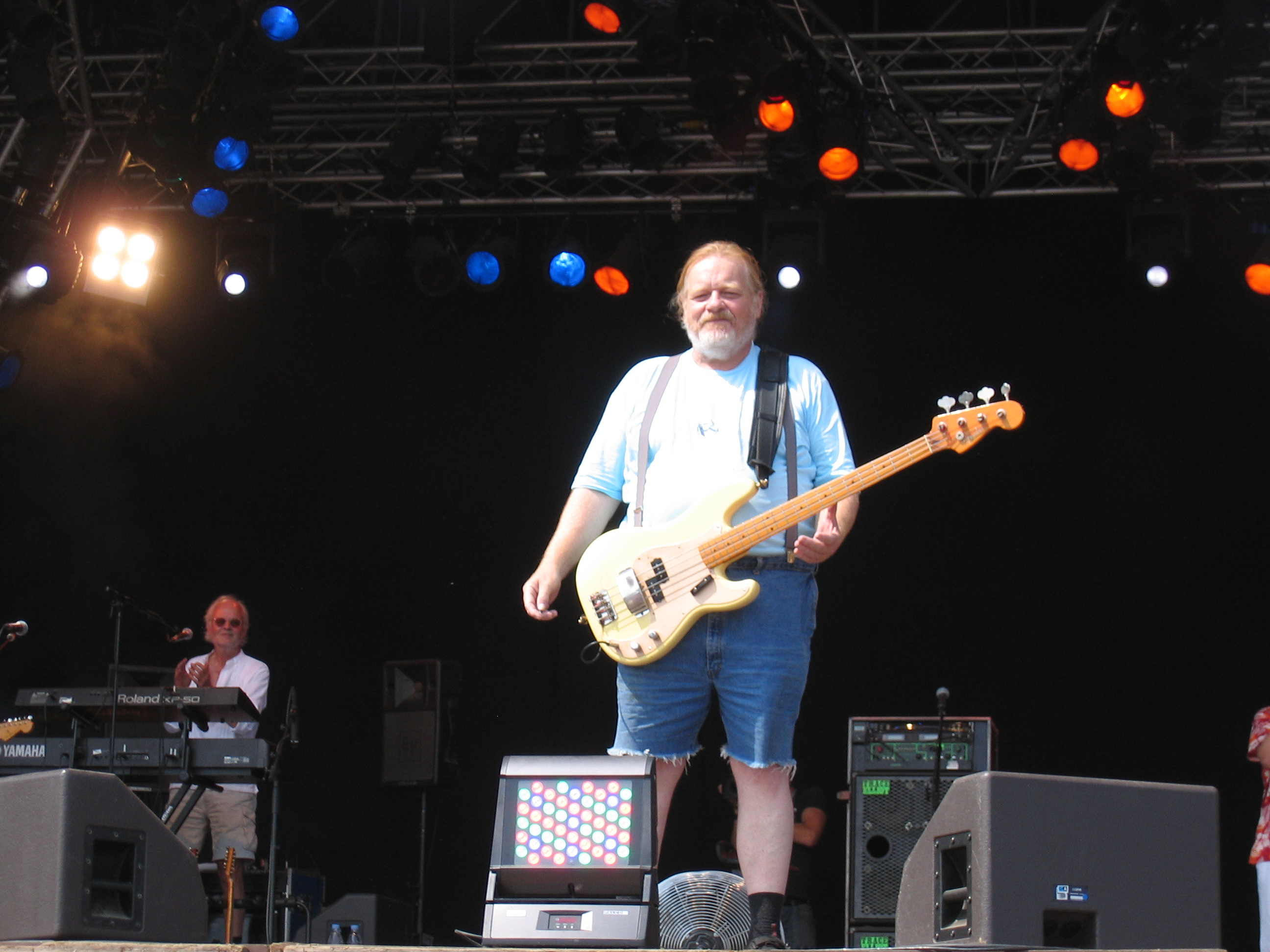
Flemming Duun (Bamse) Jørgensen

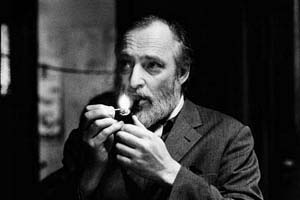
Asger Jorn (1963)

- Jorge Ben Jor, pseudoniem van Jorge Duílio Lima Meneses, (1942), Braziliaans zanger en componist
- Joram van Israël (9e eeuw v.Chr.),
- Joram van Juda (9e eeuw v.Chr.), koning van Juda
- Carmen Jordá (1988), Spaans autocoureur
- Vicenç Pagès i Jordà (1963-2022), Spaans schrijver
- Hendrik Johan (Han) Jordaan (1918-1945), Nederlands geheim agent en verzetsstrijder
- Johnny Jordaan, pseudoniem van Johannes Hendricus van Musscher, (1924-1989), Nederlands zanger
- Leendert Jurriaan (Leo) Jordaan (1885-1980), Nederlands filmcriticus en cartoonist
- Theuns Jordaan (1971-2021), Zuid-Afrikaans zanger
- Jacob Jordaens (1593-1678), Vlaams barokschilder
- Pierken Jordain (16e eeuw), Zuid-Nederlands componist
- Alexis Jordan (1992), Amerikaans zangeres en actrice
- Brad Terrence Jordan, bekend als Scarface, (1970), Amerikaans rapper, acteur en muziekproducent
- Bridgette (Bri) Jordan (ca. 1988), Amerikaans kleinste volwassene
- Cathy Jordan, Iers zangeres en bodhrán-bespeelster
- Clifford Jordan (1931-1993), Amerikaans jazzsaxofonist en -fluitist
- DeAndre Jordan (1988), Amerikaans basketballer
- Dorothea Jordan, pseudoniem van Dorothea Bland, (1761-1816), Iers actrice en maîtresse
- Dorothy Jordan (1906-1988), Amerikaans filmactrice
- Edmund (Eddie) Jordan (1948-2025), Iers ondernemer en commentator
- Ernst Pascual (Pascual) Jordan (1902-1980), Duits theoretisch natuurkundige
- Heinrich Ernst Karl Jordan (1861-1959), Duits entomoloog
- Herman Jordan (1903-1971), Nederlands bioloog, oprichter van Montessorischolen en auteur van pedagogische boeken
- Jason Jordan (1978), Canadees voetballer
- Jeremy Jordan (1984), Amerikaans acteur en zanger
- Marie Ennemond Camille (Camille) Jordan (1838-1922), Frans wiskundige
- Michael Jeffrey Jordan (1963), Amerikaans basketbalspeler
- Michael B. Jordan (1987), Amerikaans acteur
- Montell Jordan (1968), Amerikaans rhythm-and-blueszanger
- Neil Jordan (1950), Iers filmregisseur, schrijver en producent
- Olga Jordan (1913-2000), Duits schoonspringster
- Orlando Jordan (1971), Amerikaans worstelaar
- Pedro Antonio Zape Jordán (1949), Colombiaans voetballer
- Ramona Trinidad Iglesias-Jordan (1889-2004), Puerto Ricaans oudste mens ter wereld (2004)
- Robert Jordan, pseudoniem van James Oliver (Jim) Rigney, (1948-2007), Amerikaans schrijver
- Sharon Jordan (1960), Amerikaans actrice
- Sheila Jordan (1928-2025), Amerikaans jazzzangeres
- Tony Jordan (1970), Nederlands zanger
- Wilhelm Jordan (1842-1899), Duits wiskundige en landmeter
- Will Jordan (1927), Amerikaans komiek en acteur
- Willem II Jordan (+1109), graaf van Berga (1094-1109), graaf van Cerdagne (1095-1109) en regent van het Graafschap Tripoli (1105-1109)
- William Chester Jordan (1948), Amerikaans mediëvist
- Francisco Gómez-Jordana y Sousa (1876-1944), Spaans politicus en militair
- Abdoellah I van Jordanië (1882-1951), Emir van Transjordanië (1923-1946), Koning van Transjordanië (1946-1949), Koning van het Hasjemitische Koninkrijk Jordanië (1949-1951)
- Abdoellah II van Jordanië, pseudoniem van Abdoellah II ibn al-Hoessein, (1962), koning van Jordanië
- Hoessein van Jordanië (1935-1999), Koning van Jordanië
- Noor van Jordanië (1951), echtgenote en weduwe van koning Hoessein van Jordanië
- Talal van Jordanië, geboren als Talal bin Abdoellah, (1909-1972), Koning van Jordanië (1951-1952)
- Henrius Jacobus Maria (Hein) Jordans (1914-2003), Nederlands dirigent
- Wyneke Jordans (1953), Nederlands pianiste
- Jordanus van Giano (ca. 1195-na 1262), Italiaans franciscaan
- Jordanus van Saksen (ca. 1190-1237), Saksisch dominicaan en zalige
- Jan Jorden, Amerikaans actrice
- An Jordens (1976), Belgisch actrice en presentatrice
- Barend Jordens (1888-1972), Nederlands beeldhouwer, schilder en docent
- Charles Jordens (1890-1955), Belgisch vakbondsbestuurder en politicus
- Frits Herbert Jordens (1919-1944), Nederlands student en verzetsman
- Jan Gerrit Jordens (1883-1962), Nederlands beeldend kunstenaar
- Willem Herman Cost Jordens (1799-1875), Nederlands politicus
- Francine Jordi (1977), Zwitsers zangeres
- Nathan Jonas (Joey) Jordison (1975-2021), Amerikaans muzikant
- Kevin Jörg (1995), Zwitsers autocoureur
- Selina Jörg (1988), Duits snowboardster
- Nicolae Jorga (1871-1940), Roemeens politicus en geleerde, schrijver en dichter
- Bojan Jorgačević (1982), Servisch voetballer
- Artur Jorge, geboren als Artur Jorge Braga Melo Teixeira, (1946-2024), Portugees voetbalspeler en -trainer
- Anker Jørgensen (1922-2016), Deens politicus en eerste minister
- Ann Eleonora Jørgensen (1965), Deens actrice
- Ann-Lou Jørgensen (1977), Deens badmintonspeelster
- Asger Oluf Jørgensen, bekend als Asger Jorn, (1914-1973), Deens kunstschilder, schrijver en filosoof
- Casper Jørgensen (1985), Deens wielrenner
- Flemming Duun (Bamse) Jørgensen (1947-2011), Deens popzanger en acteur
- Henrik Jørgensen (1961-2019), Deens atleet
- Jesper Jørgensen (1984), Deens voetballer
- Jonas Aaen Jørgensen (1986), Deens wielrenner
- Joy Lauren Jorgensen (1989), Amerikaans actrice
- Lars Martin (Martin) Jørgensen (1975), Deens voetballer
- Mathias Jattah-Njie Jørgensen (1990), Deens voetballer van Zambiaanse komaf
- Morten Jørgensen (1985), Deens roeier
- Peter Møller Jørgensen (1958), Deens botanicus
- René Jørgensen (1975), Deens wielrenner
- Theo Jørgensen, Deens pokerspeler
- Thorwald Jørgensen, Nederlands thereminist
- William Kvist Jørgensen (1985), Deens voetballer
- Theodor Franz (Theo) Jörgensmann (1948), Duits bassetklarinettist en componist
- Jorginho Paulista, pseudoniem van Jorge Henrique Amaral de Castro Nascimento, (1980), Braziliaans voetballer
- Alberto Jori (1965), Italiaans filosoof en Aristoteles-onderzoeker
- Alberto di Jorio (1884-1979), Italiaans geestelijke en kardinaal
- Bert Joris (1957), Vlaams componist en jazz-trompettist
- Chris Joris (1951), Belgisch percussionist, pianist en componist
- David Joris (1501-1556), Nederlands glasschilder, wederdoper en ketter
- Françoise Mallet-Joris, geboren als Françoise Lilar, (1930), Belgisch-Frans schrijfster
- Frans Joris (1851-1914), Belgisch beeldhouwer
- Geert Joris (1960), Belgisch ondernemer
- Georges Joris (1921-2022), Belgisch politicus
- Jop Joris (1978), Nederlands acteur en presentator
- Joris van Brederode (ca. 1460-1489), Nederlands burgemeester, kastelein en verwoede Hoek
- Joris van Horne (1545-1608), graaf van Horn en van Houtkerke
- Lieve Joris (1953), Vlaams schrijfster
- Antoine Jorissen (1884-1962), Belgisch kunstschilder, beeldhouwer en medailleur
- Herwig Jorissen (1951), Belgisch syndicalist en vakbondsbestuurder
- Minoesch Jorissen (1964), Nederlands presentatrice
- Modest Jorissen (1887-1970), Belgisch politicus
- Pieter Jorissen (1829-1912), Nederlands theoloog en staatsprocureur
- Thomas Theodorus Hendrikus (Theod.) Jorissen (1833-1889), Nederlands historicus en letterkundige
- Wim Jorissen (1922-1982), Vlaams politicus en leraar
- Asger Jorn, pseudoniem van Asger Oluf Jørgensen, (1914-1973), Deens kunstschilder, schrijver en filosoof
- Jan Jorna (1854-1927), Nederlands architect
- Albert Jorquera (1979), Spaans voetballer
- Annemarie Jorritsma-Lebbink (1950), Nederlands politica
- Aurelius Hotze Theodorus (Rely) Jorritsma (1905-1952), Fries dichter en schrijver
- Hans Jorritsma (1949), Nederlands hockeyspeler en sportbestuurder
- Johannes Arnoldus (John) Jorritsma (1956), Nederlands politicus en bestuurder
- Joke Jorritsma-van Oosten (1941), Nederlands lerares, schooldecaan en politica
- Jorrit Jorritsma (1945-2012), Nederlands schaatser, schaatscoach en radioverslaggever
- Victor Jory (1902-1982), Canadees acteur

## Jos
- F. Sionil José (1924-2022), Filipijns auteur
- Fabiano Joseph (1985), Tanzaniaans atleet
- Moise Joseph (1981), Haïtiaans atleet
- Paterson Joseph (1964), Brits acteur
- Josephine Charlotte van België (1927-2005), groothertogin van Luxemburg
- Brian Josephson (1940), Brits natuurkundige en Nobelprijswinnaar
- Satya Mohan Joshi (1920-2022), Nepalees schrijver en onderzoeker
- Anthony Joshua (1989), Brits bokser
- Larry Joshua (1952), Amerikaans acteur
- T.B. Joshua (1963), Nigeriaans christelijk gebedsgenezer
- Josias I van Waldeck-Eisenberg (1554-1588), Duits graaf
- Josias II van Waldeck-Wildungen (1636-1669), Duits graaf en generaal
- Jonathan Joss (1965), Amerikaans acteur
- Marion Josserand (1986), Frans freestyleskiester
- Maurits Josson (1855-1926), Belgisch advocaat, hoogleraar en Vlaams activist
- Jennifer Jostyn (1968), Amerikaans actrice
- Bulambo Lembelembe Josué (1960), Congolees predikant en mensenrechtenverdediger
- Nicole Josy (1946-2022), Belgisch zangeres
- Ljoedmyla Josypenko (1984), Oekraïens atlete

## Jot
- Diogo Jota (1996-2025), Portugees voetballer
- Iliana Jotova (1964), Bulgaars politica
- Gustave Jottrand (1830-1906), Belgisch advocaat, politicus en Vlaams activist
- Jacques Jottrand (1922), Belgisch advocaat en politicus
- Lucien Jottrand (1804-1877), Belgisch advocaat, politicus, schrijver en Vlaams activist

## Jou
- Bruce Jouanny (1978), Frans autocoureur
- Joseph Joubert (1754-1824), Frans schrijver
- Claude de Jouffroy d'Abbans (1751-1832), Frans ingenieur
- James Prescott Joule (1811-1889), Brits natuurkundige
- Philippe Jourdan (1960), Frans rooms-katholiek bisschop
- Jean Jourden (1942-2024), Frans wielrenner
- Kenadie Jourdin-Bromley (2003), Canadees actrice
- Maxime Jousse (1991), Frans autocoureur
- André Jousseaume (1894-1960), Frans ruiter
- Tjibbe Joustra (1951), Nederlands topambtenaar
- Tjibbe Joustra (1955), Nederlands kunstenaar
- Richard Jouve (1994), Frans langlaufer
- Michel Jouvet (1925-2017), Frans neurobioloog
- Nicolaas Jouwe (1923-2017), bestuurder in Nederlands-Nieuw-Guinea

## Jov
- Mićun Jovanić (1952-2010), Kroatisch voetballer en voetbalcoach
- Igor Jovićević (1973), Kroatisch voetballer

## Jow
- Malese Jow (1991), Amerikaans actrice, zangeres en songwriter
- Edwin Jowsey (1986), Brits autocoureur

## Joy

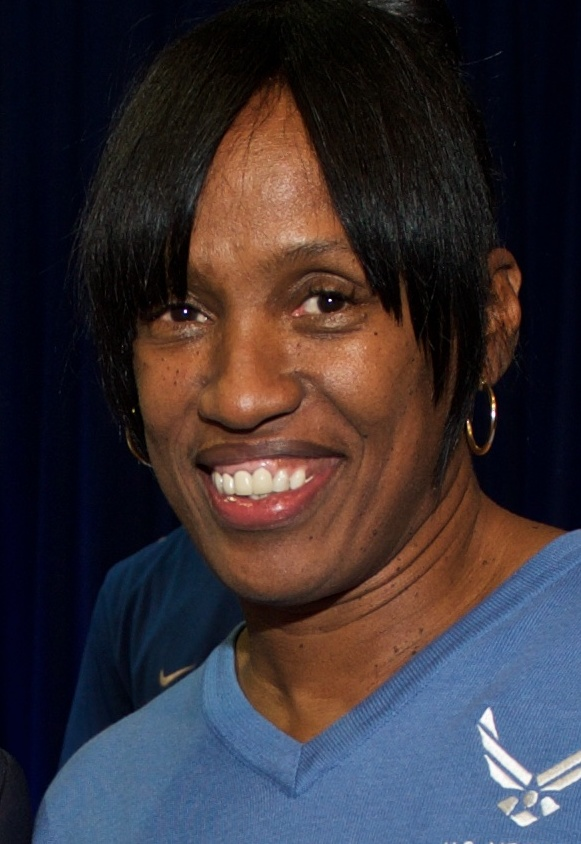
Jackie Joyner-Kersee

- Malalai Joya (1978), Afghaans politica en mensenrechtenactiviste
- Alexis Joyce (1983), Amerikaans atlete
- James Joyce (1882-1941), Iers schrijver
- Kara Lynn Joyce (1985), Amerikaans zwemster
- Mark Joyce (1983), Engels snookerspeler
- Hélène Joye (1929-2016), Belgisch atlete
- Al Joyner (1960), Amerikaans atleet
- Jackie Joyner-Kersee (1962), Amerikaans atlete

## Joz
- Jozef (ca.1e eeuw v.Chr-ca.1e eeuw n. Chr.), voedstervader van Jezus Christus
- Keizer Jozef II (1741-1790), keizer van het Heilige Roomse Rijk
- Eddy Jozefzoon (1937/1938-2021), Surinaams raadsadviseur
- Mirko Jozić (1940), Kroatisch voetballer en voetbalcoach